# Seconde Guerre mondiale en Macédoine yougoslave
Pour les articles homonymes, voir Guerre macédonienne.
 (septembre 2024).
Batailles
Batailles et opérations des campagnes d'Afrique, du Moyen-Orient et de Méditerranée
- Guerre du Désert
- Campagne d'Afrique de l'Est
- Campagne d'Afrique du Nord
- Bataille de la Méditerranée
- Bombardements italiens de la Palestine mandataire
- Bombardement du Bahreïn
- Campagne du Gabon
- Campagne des Balkans
- Guerre anglo-irakienne
- Campagne de Syrie
- Résistance en Grèce
- Opérations en Yougoslavie
- Opérations anti-partisans en Croatie
- Invasion anglo-soviétique de l'Iran
- Bataille de Madagascar
- Offensive de Belgrade
- Campagne d'Italie
- Résistance en Macédoine

Front d'Europe de l'Ouest

Front d'Europe de l'Est

Bataille de l'Atlantique

Guerre du Pacifique

Guerre sino-japonaise

Théâtre américain
La Seconde Guerre mondiale en Macédoine yougoslave a commencé avec l'invasion de la Yougoslavie par l'Axe en avril 1941. Sous la pression du mouvement partisan yougoslave, une partie des communistes macédoniens entame en octobre 1941 une campagne politique et militaire pour résister à l'occupation de la Macédoine du Vardar. Officiellement, la région s'appelait alors Banovine du Vardar, car le nom même de Macédoine était interdit dans le royaume de Yougoslavie,. Il était occupé principalement par les forces bulgares, mais aussi par les forces allemandes, italiennes et albanaises.
Au départ, il n'y avait pas de résistance organisée car la majorité des Slaves macédoniens étaient d'orientation pro-bulgare. Il n'a commencé à se développer qu'en 1943 avec la capitulation de l'Italie et les victoires soviétiques sur l'Allemagne nazie,. Le rôle des communistes bulgares, qui ont évité d'organiser une résistance armée de masse, a également été un facteur clé. Leur influence sur l'organisation du Parti macédonien est restée dominante jusqu'en 1943, lorsqu'il est devenu évident que l'Allemagne et la Bulgarie seraient vaincues.
À cette époque, l'émissaire spécial de Tito, Svetozar Vukmanović, arriva en Macédoine. Vukmanović a dû activer la lutte et lui donner une nouvelle façade ethnique macédonienne. Cela a conduit à la montée en puissance de la jeune génération de dirigeants partisans anti-bulgares, fidèles à la Yougoslavie. Ils forment en 1943 l' Armée populaire de libération de Macédoine et le Parti communiste macédonien. Dans la partie ouest de la région, les partisans albanais ont également participé au mouvement de résistance.
Après que la Bulgarie ait changé de camp dans la guerre en septembre 1944, le 5e bulgare. Armée stationnée en Macédoine, reculée vers les anciennes frontières de la Bulgarie. Début octobre, l' Armée populaire bulgare nouvellement formée et l'Armée rouge sont rentrées dans la Yougoslavie occupée pour bloquer le retrait des forces allemandes de Grèce. La Macédoine yougoslave a été libérée fin novembre lorsque la Yougoslavie communiste a été établie. Après la retraite allemande forcée par l'offensive bulgare, la conscription des Macédoniens dans l'armée a considérablement augmenté.
L'opération a été appelée la guerre de libération nationale de la Macédoine ( macédonien : Народноослободителна борба на Македонија, Narodnoosloboditelna borba na Makedonija) par l'historiographie marxiste yougoslave, dans la lignée de la grande guerre de libération du peuple yougoslave. Certains des combattants ont également développé des aspirations à l'indépendance de la région de Macédoine, mais ont été réprimés à la fin de la guerre par les autorités communistes. Elle marqua la défaite du nationalisme bulgare et la victoire du macédonisme pro-yougoslave dans la région. En conséquence, les nouvelles autorités communistes persécutèrent les anciens collaborationnistes avec les accusations de « grand chauvinisme bulgare » et dispersèrent toutes les organisations qui s'opposaient à l'idée yougoslave et insistaient sur l'indépendance macédonienne.

## Arrière-plan
Les guerres des Balkans en 1912 et 1913 et la Première Guerre mondiale (1914-1918) ont divisé la région de Macédoine entre le royaume de Grèce, le royaume de Bulgarie et le royaume de Serbie. Le territoire faisait jusqu'alors partie de l'Empire ottoman. À cette époque, la majorité des locuteurs slaves de la Macédoine ottomane se considéraient comme faisant partie du peuple bulgare,,.
De 1912 à 1915, le territoire de la Macédoine du Vardar est resté sur le territoire de la Serbie. Dans les régions administrées par la Serbie, les nouvelles autorités ont expulsé la plupart des prêtres et des enseignants bulgares et ont commencé à mettre en œuvre une serberisation parrainée par l'État des Macédoniens de langue slave. Il a été occupé par le royaume de Bulgarie pendant la Première Guerre mondiale entre 1915 et 1918. Ensuite, il a été restitué à la Serbie et par conséquent inclus dans le Vardar Banovina dans le royaume de Yougoslavie. Au cours de cette période, il y avait deux principaux programmes autonomistes. L'Organisation révolutionnaire intérieure macédonienne de droite (IMRO), dirigée par Ivan Mihailov, était favorable à la création d'un État macédonien pro-bulgare sous protection allemande et italienne.
Le groupe de gauche IMRO (Unis), qui a fusionné avec les communistes avant le début de la guerre, a favorisé la création d'une « Macédoine soviétique » indépendante au sein d'une fédération des Balkans. Cette option a été soutenue par Pavel Shatev, Dimitar Vlahov, Metodi Shatorov, Panko Brashnarov et d'autres. Cependant, ces militants macédoniens, issus du Parti communiste bulgare, n'ont jamais réussi à se débarrasser de leur parti pris pro-bulgare.
Pendant l'entre-deux-guerres en Macédoine du Vardar, certains jeunes locaux réprimés par les Serbes ont tenté de trouver une voie macédonienne distincte de développement national. Néanmoins, l'existence d'une conscience nationale macédonienne considérable avant le milieu des années 40 est contestée,,. À cette époque, les sentiments anti-serbes et pro-bulgares prévalaient parmi la population locale,.

## Occupation de la Macédoine

### Invasion de la Yougoslavie
Craignant une invasion des puissances de l'Axe de la Seconde Guerre mondiale, le prince régent Paul de Yougoslavie a signé le pacte tripartite le 25 mars 1941, s'engageant à coopérer avec l'Axe.
Le 27 mars, le régime du prince Paul est renversé par un coup d'État militaire soutenu par les Britanniques. Pierre II de Yougoslavie, 17 ans, a été déclaré majeur et placé au pouvoir. Le général Dušan Simović est devenu son premier ministre. Le royaume de Yougoslavie a retiré de facto son soutien à l'Axe sans renoncer formellement au Pacte. Le 6 avril 1941, les forces armées allemandes ( Wehrmacht ) lancent l'invasion du royaume de Yougoslavie et le conquièrent rapidement. Lorsque les Allemands sont entrés en Macédoine yougoslave, le peuple les a accueillis avec un grand enthousiasme. Les foules à Skopje ont brandi des banderoles saluant l'unification de la Macédoine et de la Bulgarie.

### Division région macédonienne du sud de la Yougoslavie

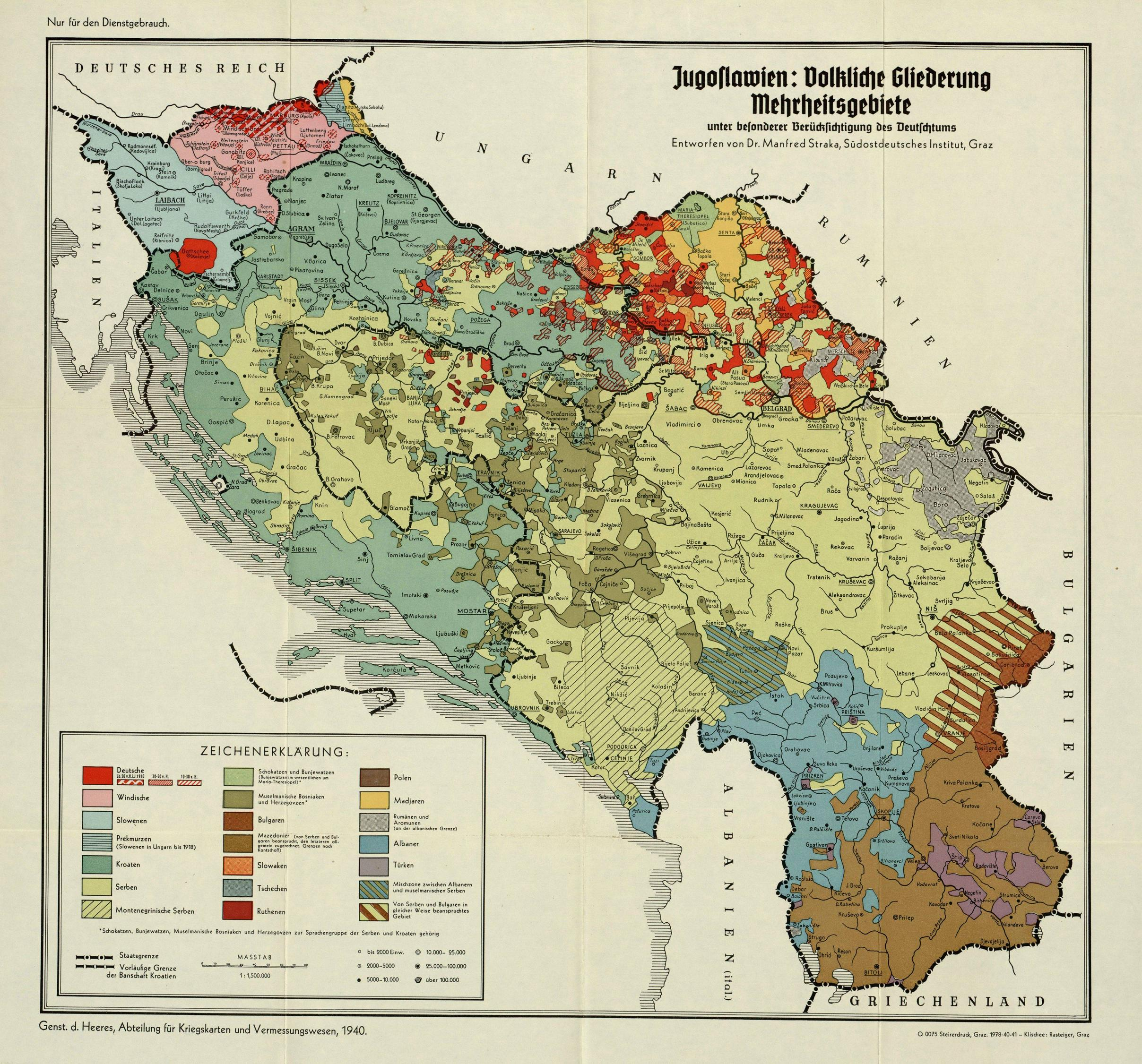
Carte ethnique allemande de la Yougoslavie de 1940. Les Macédoniens sont dépeints comme une communauté distincte, et décrits comme revendiqués par les Serbes et les Bulgares, mais généralement attribués aux derniers.

Une division de la Macédoine du Vardar qui faisait alors partie de la soi-disant Vardar Banovina a été constituée les 19 et 20 avril 1941. Les troupes bulgares sont entrées dans les parties centrale et orientale et ont saisi la plupart des banovina, y compris des parties de la Sebie orientale et de l'actuel Kosovo. La force proéminente qui occupait la plus grande partie de la région était la 5e armée. Les parties les plus occidentales de la Macédoine étaient occupées par le royaume fasciste d'Italie.

### Organisations collaborationnistes
Comités d'action bulgares – Après la défaite de l'armée yougoslave, un groupe de Bulgares macédoniens dirigé par Spiro Kitincev est arrivé en Macédoine et a commencé à préparer l'arrivée de l'armée et de l'administration bulgares en Macédoine. Le premier des comités d'action bulgare a été formé à Skopje le 13 avril 1941. Les anciens membres de l'IMRO, de Vardar Macédoine étaient des membres actifs de ce comité. Le 13 avril 1941, lors d'une réunion à Skopje, il fut décidé que l'une des premières tâches de l'organisation nouvellement formée était de régler les relations avec les autorités allemandes. Lorsque l'armée bulgare est entrée en Macédoine du Vardar le 19 avril 1941, elle a été accueillie par la plupart de la population locale comme des libérateurs, car les sentiments anti-serbes et pro-bulgares prévalaient au sein de la population locale à cette époque,,,,. Avec l'intercession des comités et de l'administration bulgare, plus de 12 000 prisonniers de guerre yougoslaves macédoniens qui avaient été enrôlés dans l'armée yougoslave ont été libérés par les autorités allemandes, italiennes et hongroises. Avec l'arrivée de l'armée bulgare, l'expulsion massive des colons serbes du Vardar Macédoine a eu lieu. Une fois la région et l'administration organisées, les comités d'action se sont marginalisés et ont finalement été dissous.

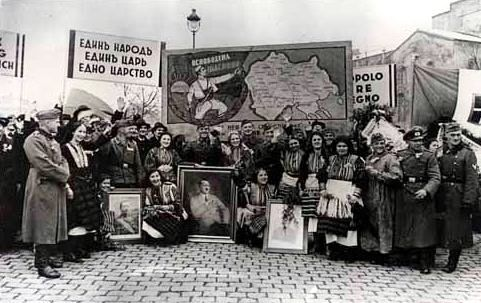
Macédoniens à Sofia posant avec des soldats allemands avant l'invasion de la Yougoslavie. L'affiche fait l'éloge de l'unification avec la Bulgarie avec le slogan « Un peuple, un tsar, un royaume », et la Macédoine indépendante. Les envahisseurs allemands ont été accueillis avec les mêmes affiches à Skopje.

Balli Kombëtar en Macédoine – Il y avait 5 500 militants de Balli Kombëtar en Macédoine occupée par les Albanais, dont 2 000 basés à Tetovo et 500 à Debar.
L'IMRO d'Ivan Mihailov en Macédoine – Après le coup d'État militaire bulgare de 1934, le nouveau gouvernement bulgare a interdit l'IMRO en tant qu'organisation terroriste. Ivan Mikaïlov s'est enfui en Italie, où il a pris contact avec les autorités fascistes italiennes et avec des membres des services secrets allemands ( Gestapo ). Après la défaite de la Yougoslavie, Mihailov se rend à Zagreb et y passe la guerre avec Ante Pavelić. Il a revitalisé des parties de son ancienne organisation et leur a ordonné d'entrer en Macédoine du Vardar et d'infiltrer l'administration bulgare locale, en attendant l'occasion de prendre le contrôle et de créer un État macédonien pro-allemand. Bien que l'Allemagne nazie ait donné à la Bulgarie le droit d'annexer la plus grande partie de la Macédoine du Vardar, la Gestapo a eu des contacts avec Mihailov et ses hommes en Bulgarie et en Macédoine du Vardar. C'était pour avoir une "carte de réserve" en cas de problème en Bulgarie.
Mouvement tchetnik serbe en Macédoine – Il y avait environ 8 000, Tchetniks serbes dirigés par Draža Mihailović opérant en Macédoine pendant le conflit. Pendant un certain temps, ils ont été contrôlés par le leader tchetnik rival Kosta Pećanac.

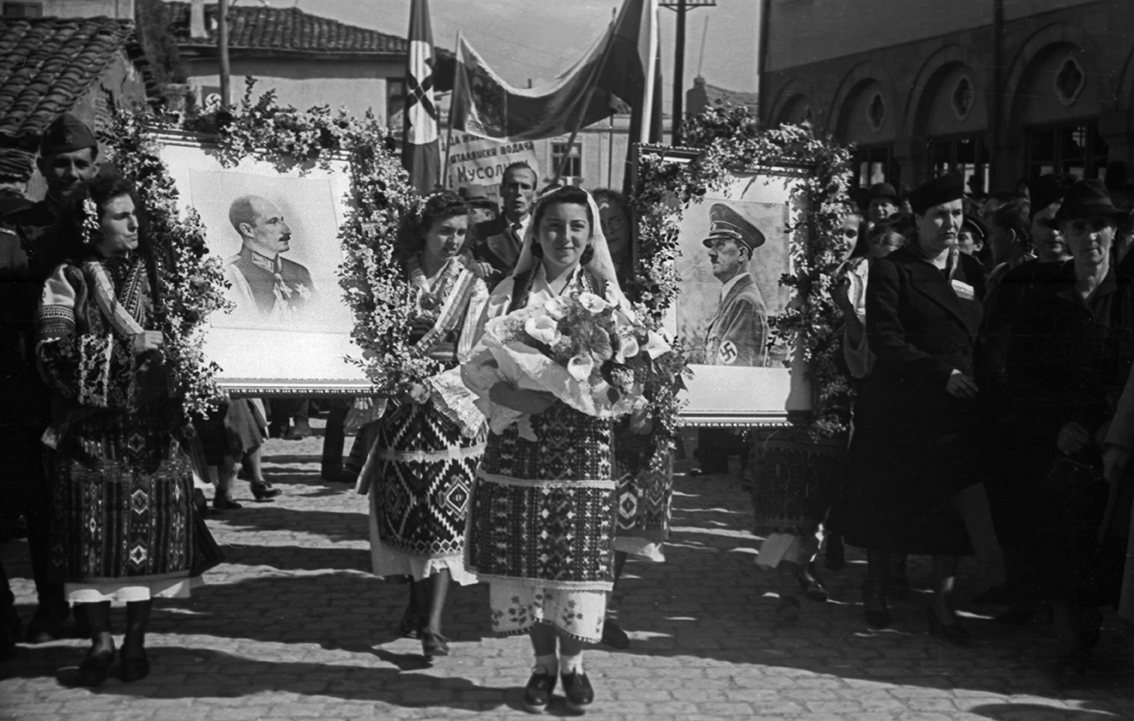
Une foule à Skopje le 20 avril 1941 célébrant l'entrée de l'armée bulgare et arborant des banderoles louant l'invasion de l'Axe en Macédoine.

Counter-chetas – Les Kontračeti étaient des unités anti-partisanes organisées et équipées par la police bulgare entre 1942 et 1944. Composée d'anciens militants de l'IMRO, la première kontračeta a été formée à Veles à la fin de 1942 afin de limiter les activités partisanes et du mouvement tchetnik serbe dans la région. L'idée de la formation de ces unités est venue de Stefan Simeonov, chef de la police du district de Skopje, et du vormer Internal Dobrujan Revolutionary Organization četnik, et a été approuvée par le ministre de l'Intérieur Petur Gabrovski. Leur force maximale était de 200 unités en août 1944.

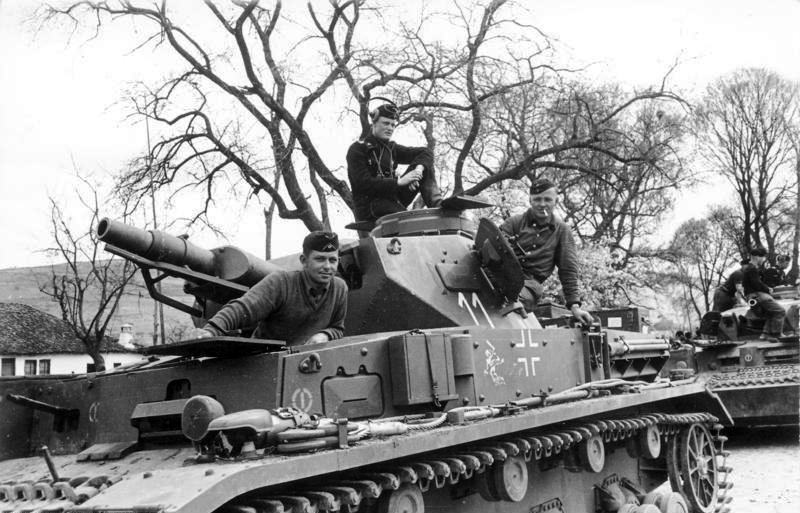
La 11e division blindée allemande avançant en Yougoslavie depuis la Bulgarie dans le cadre de la 12e armée.

## 1941

### Résistance locale en question
En 1941, le Comité régional des communistes de Macédoine était dirigé par Metodi Chatorov ("Sharlo") de Prilep. Après la prise de contrôle bulgare de Vardarska Banovina en avril 1941, les communistes macédoniens tombent dans la sphère d'influence du BCP sous la direction de Sharlo. Lorsque la directive pour l'organisation d'un mouvement de résistance armée dans toutes les régions de la Yougoslavie occupée a été publiée, Sharlo a désobéi à l'ordre. Sharlo a répondu au Comité central (CC) du PCY que la situation en Macédoine ne permettait pas un engagement immédiat avec une action militaire, mais plutôt une première activité de propagande devrait avoir lieu, puis la formation d'unités militaires. En revanche, il refusa de définir les forces bulgares comme des occupants (contrairement aux instructions de Belgrade ) et appela à l'incorporation des organisations communistes macédoniennes locales au Parti communiste bulgare (PCB). Le Comité régional macédonien a refusé de rester en contact avec le CPY et s'est lié avec le BCP. Sharlo a refusé de distribuer une proclamation du YCP qui appelait à une action militaire contre les Bulgares.

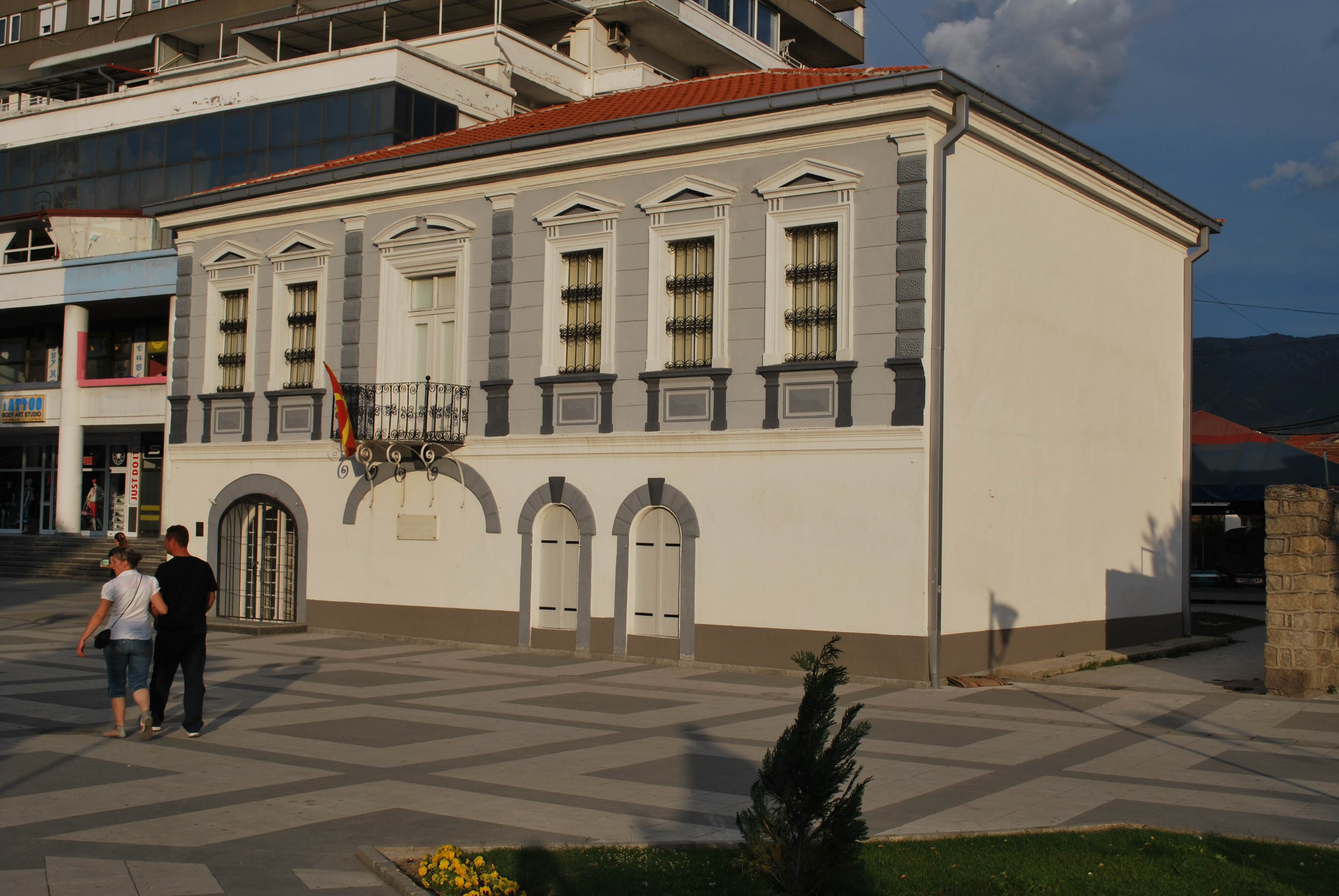
L'ancien poste de police bulgare de Prilep a été attaqué par le détachement des partisans de Prilep le 11 octobre 1941. Aujourd'hui, l'objet est un musée commémoratif.

À cette époque, le Komintern avait un agenda différent pour la résolution du sort de la Macédoine – un État macédonien indépendant gouverné par une population majoritaire de Macédoniens ethniques. Cette idée a été confirmée par la résolution du Komintern de 1934, et a été soutenue par le BCP, le Parti communiste de Grèce (CPG) et le PCY. En 1939, le PCY a commencé à promouvoir l'idée de la formation d'un État macédonien, 

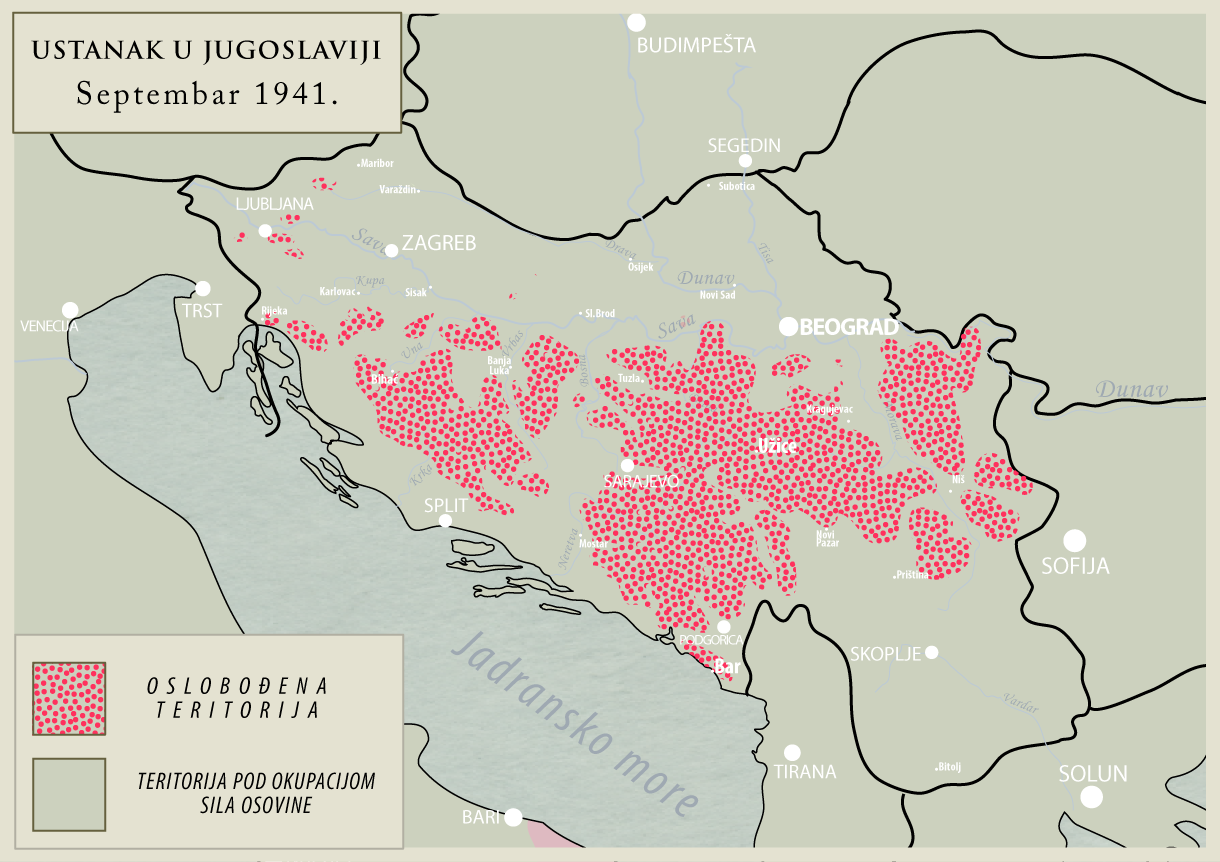
Résistance en Yougoslavie en septembre 1941. Aucune véritable activité partisane n'est observée en Macédoine.

mais au sein d'une fédération yougoslave. Chatorov était opposé à la deuxième option et était partisan de l'agenda du Komintern, qui proposait la création d'une « Macédoine soviétique ». Alors que les communistes bulgares évitaient d'organiser un soulèvement armé de masse contre les autorités bulgares, les communistes yougoslaves insistaient sur le fait qu'aucune libération ne pouvait être réalisée sans une révolte armée.

### Premiers essais

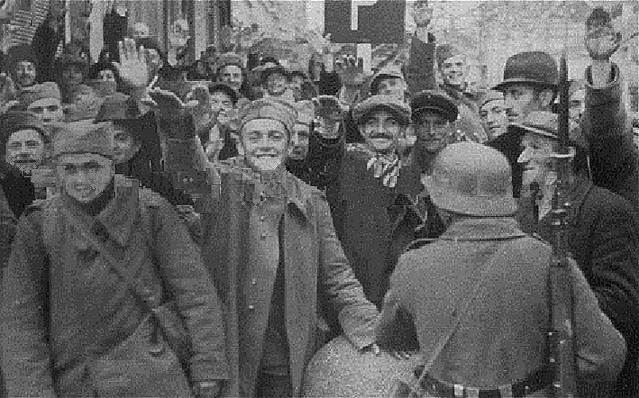
Des soldats macédoniens se rendent à Skopje, en avril 1941. Les Allemands ont dispersé des tracts en bulgare, préparés par le BAC, qui appelaient à la libération de la Macédoine,. En conséquence, les Macédoniens mobilisés dans l'armée yougoslave se sont rendus en masse. Certains des soldats macédoniens peuvent être vus en train de faire le salut nazi.

En raison de ce conflit au sein de la RC du PCY en Macédoine, dans le Vardar Macédoine, il n'y avait pas de mouvement de résistance. Au début de la Seconde Guerre mondiale, le Komintern a soutenu une politique de non-intervention, arguant que la guerre était une guerre impérialiste entre diverses classes dirigeantes nationales. Mais lorsque l'URSS a été attaquée par l'Allemagne nazie, le Komintern a publié une directive ordonnant le début de mouvements de résistance communiste dans tous les territoires fascistes occupés en Europe, de sorte que le RC du PCY pour la Macédoine a commencé à organiser la résistance dans leur région. La RC, dirigée par Chatorov, ordonna immédiatement la formation d'unités de partisans, dont la première fut formée dans la région de Skopje le 22 août 1941, et attaqua les gardes bulgares le 8 septembre 1941 à Bogomila, près de Skopje. À cette époque, avec l'aide du Komintern et de Joseph Staline lui-même, une décision fut prise et les communistes macédoniens furent rattachés au PCY. Peu de temps après, Chatorov a perdu sa popularité au sein du PCY et a été discrédité.
Des personnes fidèles au PCY ont ensuite été nommées à la tête du RC avec Lazar Koliševski comme secrétaire. Il a été envoyé en septembre à Skopje. La nouvelle direction a commencé la formation de détachements partisans. Des insurgés armés du détachement partisan de Prilep ont attaqué les zones occupées de l'Axe dans la ville de Prilep, notamment un poste de police bulgare, le 11 octobre 1941. Cette date est considérée comme le début symbolique de la Résistance macédonienne, qui a commencé au plus tard par rapport aux autres républiques yougoslaves, où elle a commencé en juillet. Le détachement Prilep a été actif jusqu'en décembre 1941, date à laquelle il s'est divisé en trois groupes – le premier à Skopje, le deuxième à Tikves et le troisième à Bitola. Cependant, en novembre, le nouveau chef du RC - Koliševski a été arrêté et condamné à mort par un tribunal militaire bulgare. Il a adressé deux recours en grâce au tsar bulgare et au ministre de la Défense, insistant sur son origine bulgare. En conséquence, sa peine de mort a été commuée en réclusion à perpétuité et Koliševski a été envoyé dans une prison à Pleven, en Bulgarie.

## 1942

### La résistance locale toujours en question

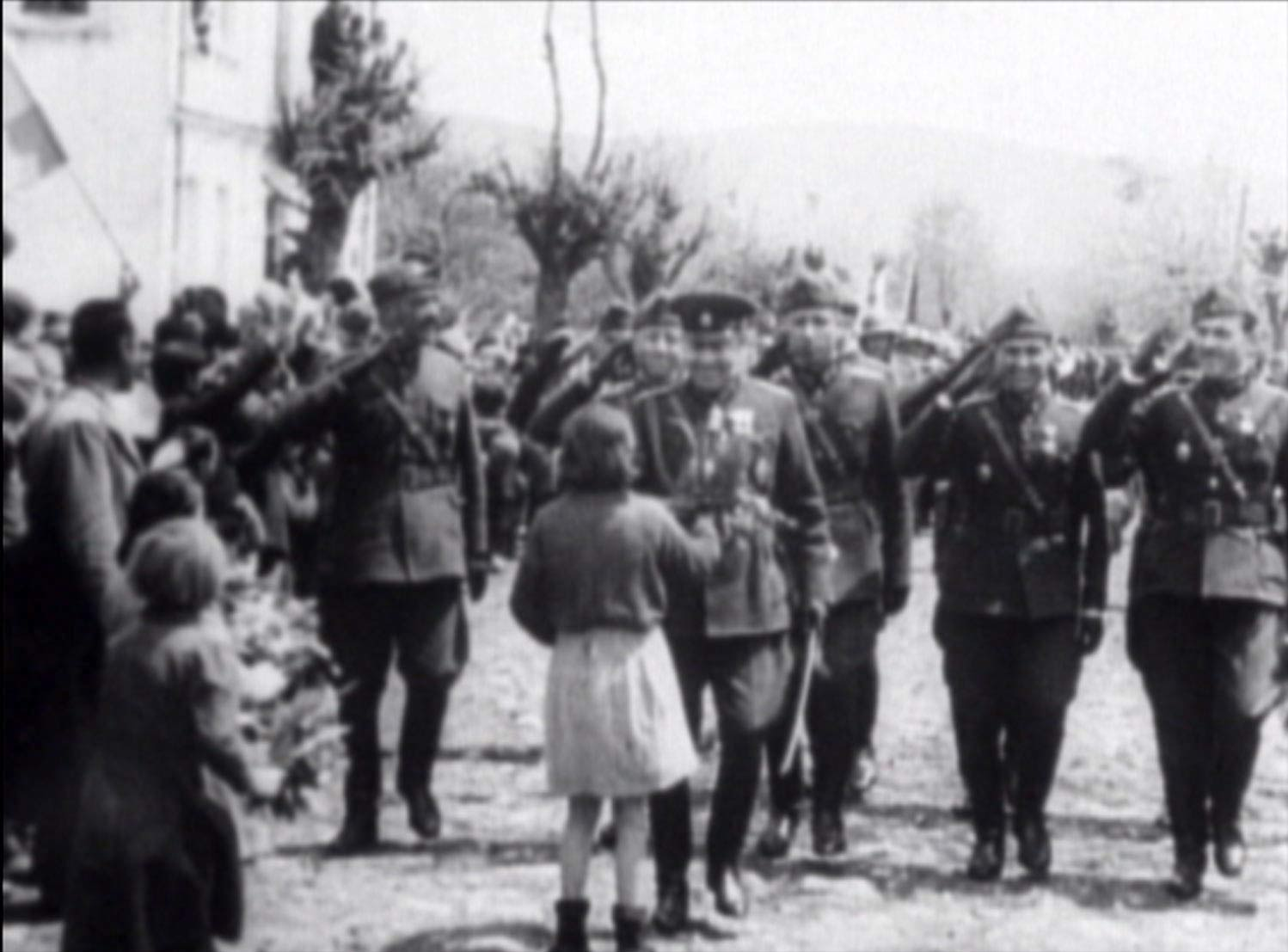
Les troupes bulgares entrent à Bitola le 21 avril 1941. En fait, ils ont été accueillis comme de prétendus libérateurs de la domination serbe, alors que les sentiments pro-bulgares prévalaient au début de l'occupation.

Alors que la direction de Sharlo a pris fin, les vestiges de sa politique parmi une partie des militants communistes locaux ont été préservés. Après l'arrestation de Lazar Koliševski en novembre, le nouvel organe exécutif du Comité régional macédonien a continué à partager les idées pro-bulgares de Chatorov et a rétabli des contacts étroits avec le BCP. Bane Andreev de Veles, un nouveau secrétaire du parti pour la Macédoine, a exprimé cette même idéologie. Il pensait que le peuple macédonien croyait au rôle de libérateur de la Bulgarie et qu'aucun Macédonien ne voulait lutter contre les soldats bulgares. Que les Macédoniens répondent positivement à l'appel à la mobilisation lancé par les autorités bulgares et rejoignent l'armée bulgare. Tito n'était pas d'accord avec cela. Au printemps 1942, Andreev fut arrêté par la police bulgare. En conséquence, une lutte factionnaliste entre les lignes pro-bulgare et pro-yougoslave s'est exacerbée. Ainsi Cvetko Uzunovski a créé un comité régional provisoire qui a tenté de reprendre la faction pro-bulgare, mais sans grand succès. Cette politique a changé à partir de 1943 avec l'arrivée de l'envoyé de Tito, le Serbe monténégrin Svetozar Vukmanović-Tempo.

### La poursuite du développement

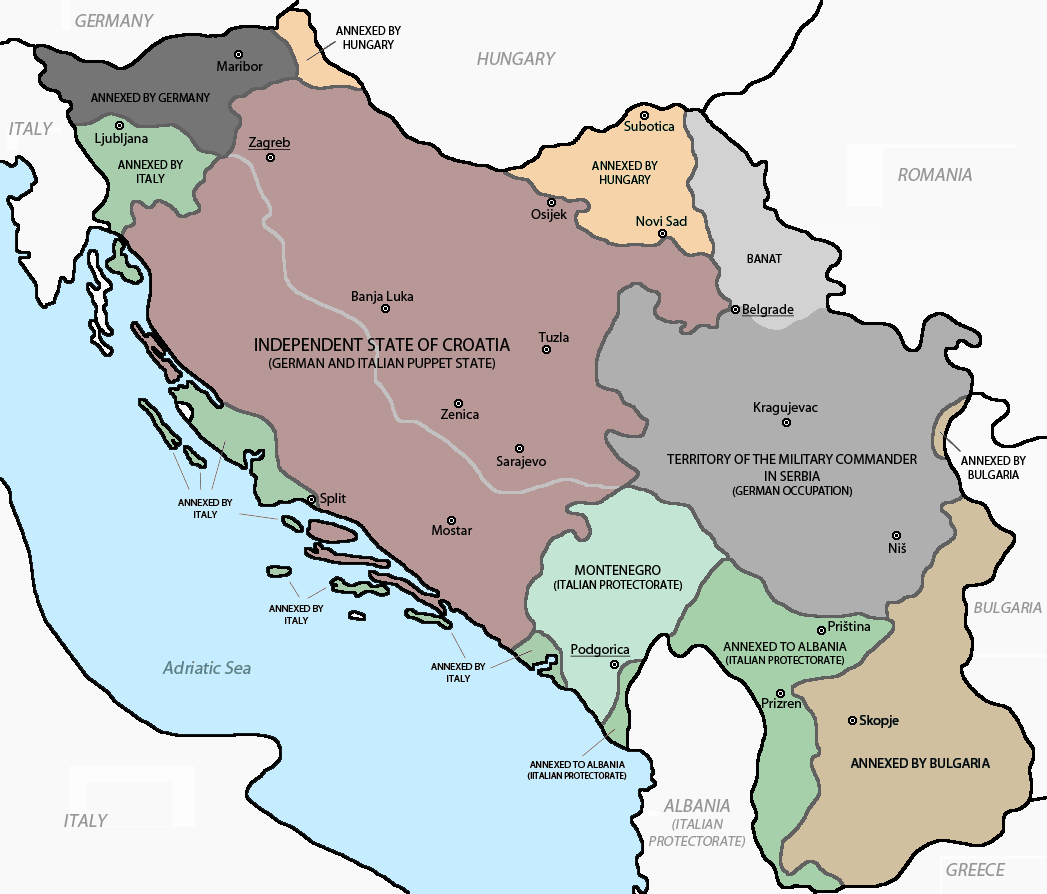
Occupation et partition du royaume de Yougoslavie en avril 1941. La Bulgarie occupait les parties centrale et orientale de la Macédoine du Vardar, tandis que la partie la plus occidentale était occupée par le royaume d'Italie.

Au début de 1942, plusieurs nouveaux détachements partisans ont été formés. En mai 1942 dans le village de Lisec, le détachement de partisans Veles Pere Toshev est formé. Il a eu trois batailles réussies contre la police bulgare : sur le mont Lisec, à Kriva Krusha et à Vojnica. En juillet, ce détachement a fusionné avec le 2e détachement Prilep nouvellement formé sous le nom de Dimitar Vlahov. Le détachement a eu plusieurs batailles réussies sur le mont Mukos. En novembre 1942 à Crveni Steni près de Prilep, le 3e détachement Prilep Gjorce Petrov est formé.

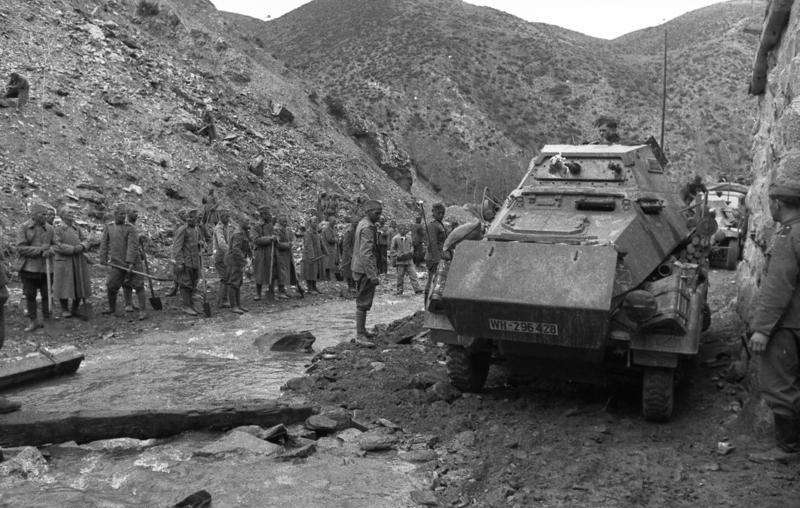
Prisonniers de guerre yougoslaves supervisés par des soldats bulgares et une voiture blindée allemande.

Le 22 avril 1942, dans le village de Lavci, près de Bitola, le détachement Pelister est formé. Il a été impliqué dans plusieurs batailles contre les Bulgares, mais en novembre, il a été dispersé à la suite d'une bataille contre une armée et une police bulgares beaucoup plus puissantes près d'Orehovo, lorsque 2/3 de ses forces ont été tuées. Le 6 juin 1942, dans le village de Zlatari sur la montagne Bigla, le détachement de partisans Bitola-Prespa Dame Gruev a été formé. Cette unité s'est engagée dans une agitation politique très réussie et a remporté plusieurs succès militaires, comme une attaque contre les troupes dans le village de Smilevo le 2 août 1942 et une attaque contre le poste de police de Kažani. En novembre 1942, le détachement s'est divisé en trois groupes - le premier est resté sur Bigla, le second est allé au nord de Prespa et le troisième est allé au sud de Prespa. Le troisième groupe du détachement Dame Gruev a mobilisé des hommes des villages ethniques macédoniens de Mala Prespa et a réussi à libérer le territoire de Mala Prespa et une partie de la Prespa grecque. Ce fut le premier territoire libéré par les partisans macédoniens pendant la guerre,.
Le 16 avril 1942, le détachement de Kruševo Pitu Guli fut formé et mena plusieurs batailles contre l'armée et la police bulgares, dont les plus importantes furent les batailles de Pribilci, Kocishte et Cer. En septembre 1942, le 2e détachement Bitola Jane Sandanski fut formé. Les combattants de ce détachement ont tenu des discours politiques dans les villages et ont lancé des attaques sournoises contre les troupes bulgares comme une attaque contre la gare de Berantsi en décembre 1942. En octobre 1942, le détachement de partisans Shar Planina fut formé près de Tetovo à partir de communistes macédoniens et albanais. Ce détachement a réussi à promouvoir la fraternité et l'unité parmi les habitants de Tetovo. En 1942, dans le village de Mavrovo, le détachement partisan de Mavrovo est formé.

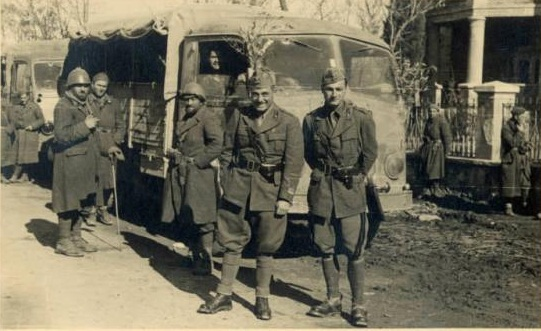
Les troupes italiennes entrent à Ohrid le 12 avril 1941.

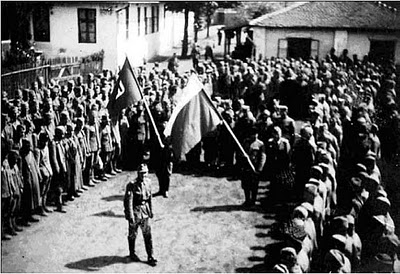
Prisonniers de guerre yougoslaves macédoniens dans le camp de Timishoara, mai 1941, avant leur libération. Avec l'intercession de l'administration bulgare, plus de 12000 prisonniers de guerre macédoniens qui avaient été enrôlés dans l'armée yougoslave ont été libérés.

En 1942, un groupe de jeunes communistes de Štip s'est réuni sur la montagne Platchkovitsa afin de former un détachement, mais le groupe a été localisé et détruit par la police bulgare avant qu'ils ne puissent recevoir leurs armes. Des groupes de communistes qui prévoyaient de former des détachements partisans ont été arrêtés grâce à des informateurs à Strumica et Kočani. Les actions réussies de la police secrète bulgare ont empêché la création d'unités de partisans en Macédoine orientale en 1942.
L'activité partisane était coordonnée par le quartier général des détachements partisans de libération nationale de Macédoine (QG du NLPDM), créé en juillet 1942 par les communistes macédoniens du PCY et dirigé par Mihailo Apostolski.

## 1943

### Soutien du CC du CPY
Bien que plusieurs détachements de partisans macédoniens aient été formés jusqu'à la fin de 1942 qui ont combattu les forces d'occupation bulgares, italiennes, allemandes et albanaises et malgré l'administration mal gérée de Sofia, la plupart des communistes macédoniens n'avaient pas encore été attirés en Yougoslavie. Entre 1941 et 1943, Tito a envoyé cinq émissaires en Macédoine, pour persuader ses camarades indisciplinés, mais leurs efforts ont eu un succès limité, et le Comité régional était de facto sous le contrôle du BCP. Pour changer cela, au début de 1943, le Monténégrin Svetozar Vukmanović-Tempo a été envoyé comme assistant au QG des forces partisanes macédoniennes. Tempo tenta d'organiser une lutte énergique contre les forces d'occupation. Il était censé créer un parti communiste macédonien dans le cadre du parti yougoslave. L'un de ses objectifs était de détruire l'influence du BCP en Macédoine et de lutter contre toute forme d'autonomisme. Il lui faudrait « macédoniser » la forme et le contenu de la lutte, et lui donner une façade ethnique macédonienne. L'une de ses principales réalisations a également été que la tendance pro-bulgare en temps de guerre est passée au second plan de la tendance pro-yougoslave. Tempo a pu capitaliser sur les contradictions croissantes envers les autorités bulgares, qui, en 1942, ont été impliquées dans une politique de centralisation, en contradiction avec leur programme initial de respect de l'autonomie macédonienne. Les communistes yougoslaves ont proclamé comme objectif la question de l'unification des trois régions de Macédoine - yougoslave, grecque et bulgare, et ont ainsi réussi à obtenir également des nationalistes macédoniens.

### Formation du Parti communiste de Macédoine (CPM)

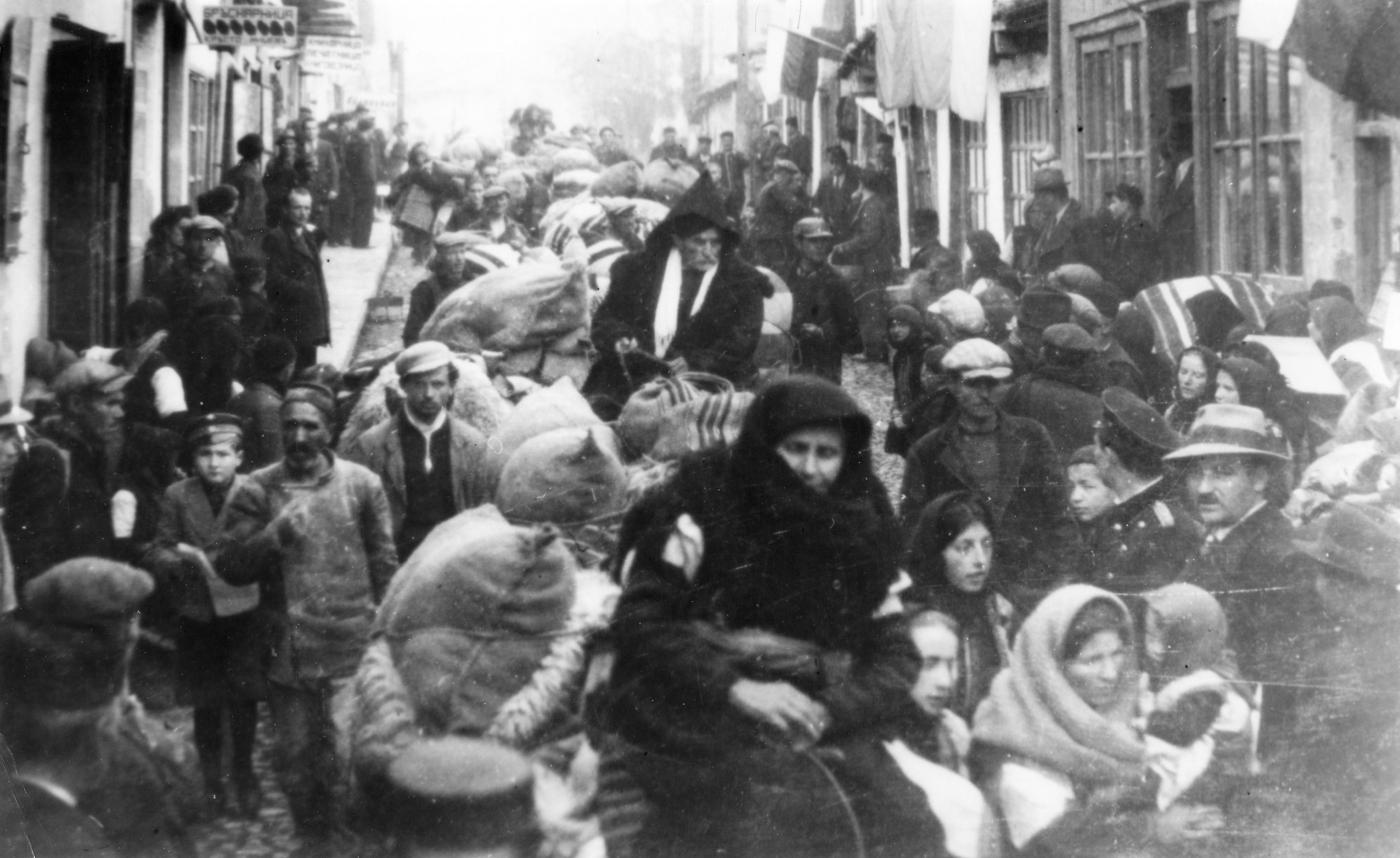
Accueil de réfugiés évadés de la zone d'occupation albanaise en Macédoine (Debar, 1942), à Ohrid, zone d'occupation bulgare.

La direction du Comité régional du PCY pour la Macédoine a décidé d'établir un Parti communiste macédonien distinct qui serait représentatif de la volonté du peuple macédonien dans la lutte antifasciste pour la libération nationale. Le Parti communiste de Macédoine (CPM) est formé le 19 mars 1943 à Tetovo. Le premier Comité central (CC du CPM) était composé des communistes yougoslaves comme Strahil Gigov, Kuzman Josifovski Pitu, Cvetko Uzunovski, Mara Naceva et Bane Andreev.
Après avoir fait une analyse détaillée de la situation militaire et politique du pays, le CC du CPM a décidé de s'impliquer directement dans les combats et de se stationner aux côtés des troupes sur le champ de bataille. Le territoire de la Macédoine du Vardar a été divisé en cinq zones opérationnelles et des efforts ont été faits pour établir un contact direct avec les mouvements de libération en Albanie, Bulgarie et Grèce.

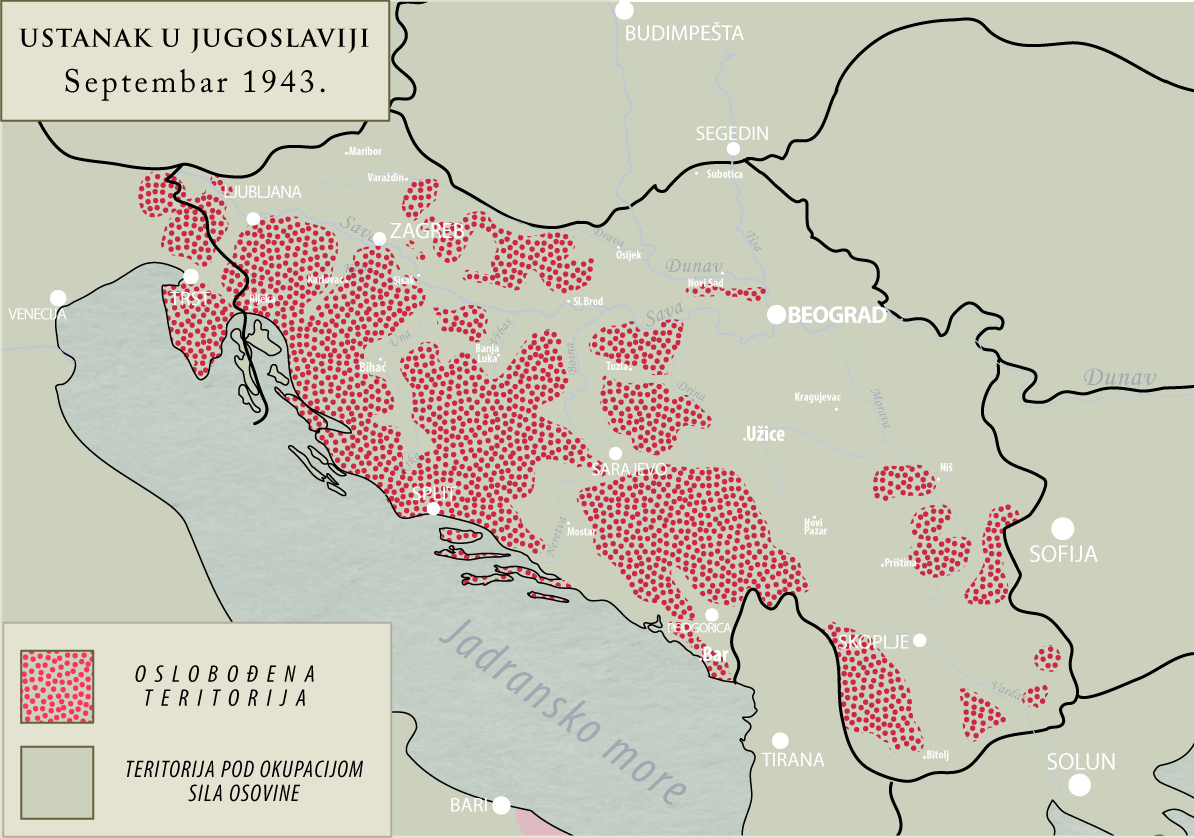
Résistance en Yougoslavie après la capitulation de l'Italie, septembre 1943. En Macédoine, l'activité partisane est concentrée dans l'ancienne zone d'occupation italienne cédée à l'Albanie.

En plus des onze existants, huit nouveaux détachements de partisans macédoniens ont été formés à l'été 1943 alors que de plus en plus de personnes entraient dans les rangs des partisans. Ils ont réussi à créer des bastions dans les régions de Debarque, Prespa, Kumanovo, Tikvech et Guevgueliya. Cela a permis l'expansion des comités de libération nationale et la création d'unités militaires plus importantes, comme décidé lors d'une conférence à Prespa le 2 août 1943. De grandes unités militaires régulières (bataillons et brigades) ont été créées dans le cadre de l'Armée populaire de libération de Macédoine (MNOV). Les préparatifs ont commencé pour la formation de l'Assemblée antifasciste pour la libération du peuple de Macédoine (ASNOM), qui a gouverné la Macédoine d'août 1944 jusqu'à la fin de la Seconde Guerre mondiale.

### Formation de l'Armée populaire de libération de Macédoine
La création de plus grandes unités militaires macédoniennes a commencé immédiatement après la conférence de Prespa. Le premier à être créé fut le bataillon Mirče Acev, qui fut formé le 18 août 1943 sur le mont Slavej. Le 24 septembre 1943 sur le mont Kožuf fut formé le bataillon Straso Pindzur, le 30 septembre le bataillon Debar Youth, le 11 novembre près de Bitola le bataillon Stiv Naumov et le 1er décembre le bataillon Kumanovo Orce Nikolov.

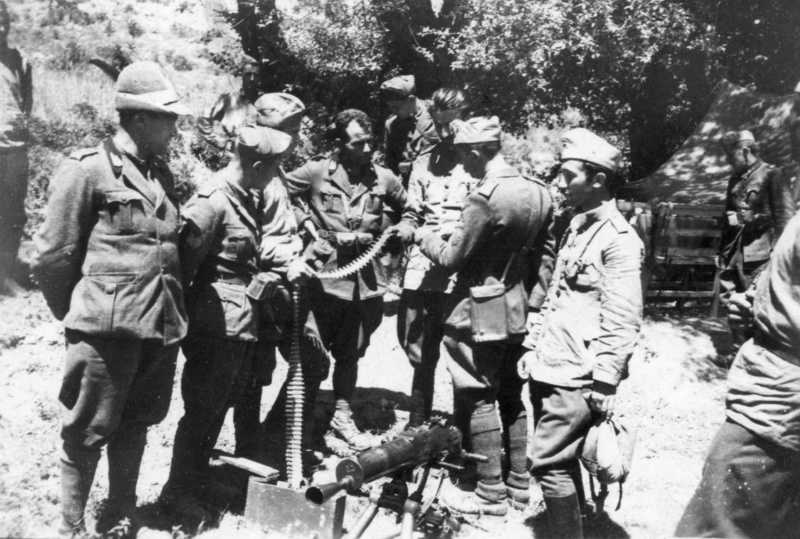
Militaires italiens et bulgares à la frontière entre l'Albanie et la Bulgarie en Macédoine devant la mitrailleuse Schwarzlose démantelée.

Le 8 septembre, l'Italie capitule. Les garnisons italiennes désarmées par le MNOV comprenaient celles de Gostivar, Debar, Kičevo et Ljubojno. Certains ont été attaqués par des unités du MNOV alors qu'ils tentaient d'atteindre la frontière albanaise et de fuir la Macédoine. Les armes et les munitions capturées ont permis de créer de nouveaux bataillons et même des brigades. Après le désarmement des Italiens, un vaste territoire fut libéré qui s'étendait de Gostivar au nord de Struga et Ohrid. Le territoire libéré comprenait les villes Debar et Kicevo.

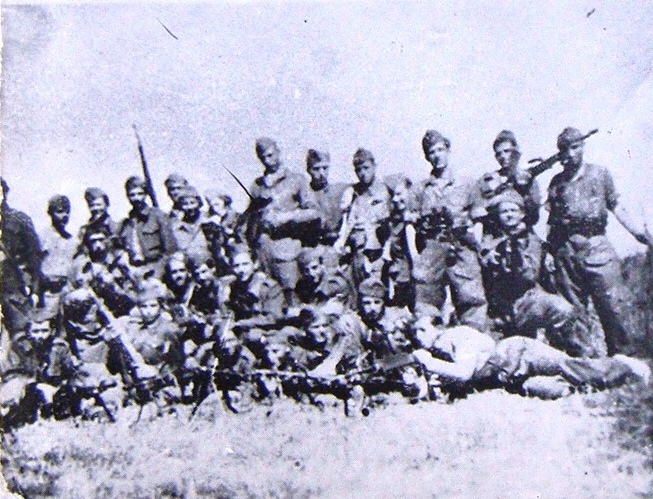
Partisans of the battalion "Stiv Naumov", set up in November 1943 in Gorna Prespa.

Dans les territoires libérés, une autorité populaire provisoire fut établie, dirigée par les Comités de libération nationale. Des réunions se tenaient partout pour propager les causes de la lutte de libération nationale et le droit des Macédoniens et d'autres nationalités à l'autodétermination. Les premières écoles dans lesquelles la langue macédonienne a été enseignée ont été créées dans ce territoire libre en 1943. Toute la population, hommes et femmes, a été impliquée dans la lutte – les hommes ont été mobilisés dans des milices et ont reçu une courte formation militaire et les femmes ont été organisées dans le Front antifasciste des femmes de Macédoine),. En octobre 1943, le QG de l'Armée populaire de libération de Macédoine a publié un manifeste au peuple macédonien et à toutes les autres nationalités en Macédoine (comme indiqué dans le manifeste : Aroumains, Albanais et Turcs ) pour rejoindre le combat de l'Armée de libération nationale macédonienne pour gagner la liberté et créer une République socialiste libre de Macédoine. Le manifeste appelait également à lutter contre les éléments réactionnaires serbes, albanais et bulgares (agents tchetniks, Balli Kombëtar et IMRO).

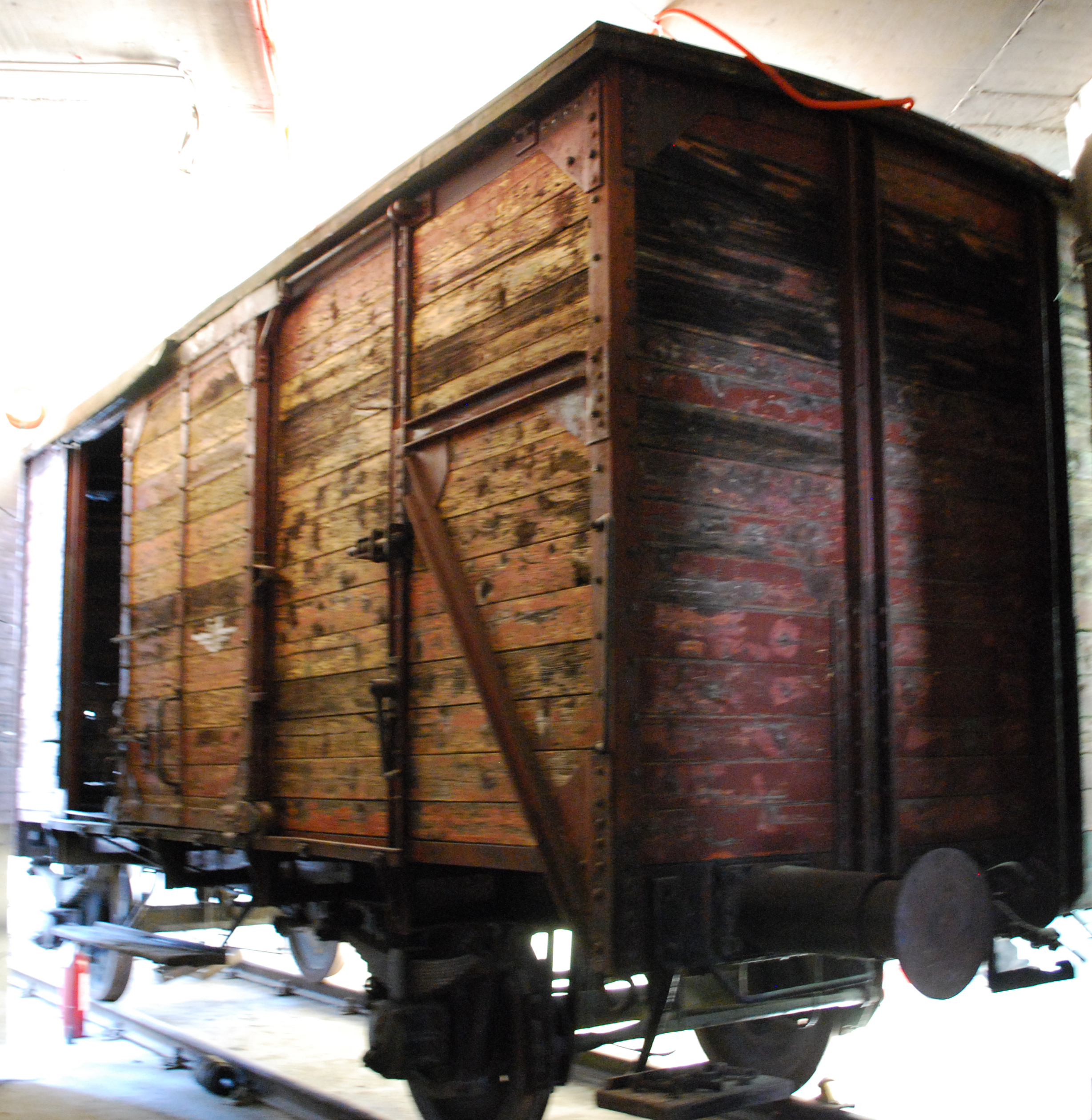
Prétendument « wagon original » utilisé pour le transport des Juifs macédoniens par les occupants fascistes bulgares - exposé au musée de l'Holocauste à Skopje. En fait, à l'exception de l'armée et de la police bulgares, dans lesquelles se trouvait également un état-major local, en particulier la Wehrmacht et la Reichsbahn étaient impliquées dans le processus de déportation,,.

Au milieu de 1943, des réunions ont eu lieu entre des représentants du Front de libération nationale et de la résistance albanaise. Svetozar Vukmanović-Tempo a avancé l'idée d'un quartier général commun des Balkans pour exercer un contrôle suprême sur les mouvements partisans en Yougoslavie, en Albanie, en Bulgarie et en Grèce. Tempo a demandé la reconnaissance du droit à l'autodétermination du peuple macédonien ethnique, ainsi que la permission pour les partisans de la Macédoine du Vardar d'étendre leur activité parmi la population de langue slave en Macédoine grecque. En conséquence, le Front de libération nationale slave-macédonienne (SNOF) a été créé en 1943 en Macédoine grecque par des communistes macédoniens ethniques, membres du Parti communiste de Grèce (KKE).
Le 11 novembre 1943, dans le village de Slivovo, la première brigade macédonienne-Kosovo a été formée de trois bataillons macédoniens et d'un bataillon du Kosovo occupé par les fascistes italiens. Les régions contrôlées par les partisans comprenaient désormais Debarca, Mavrovo et Rostuša, dans le territoire italien occupé. Les militants de Balli Kombëtar et les autres nationalistes albanais de Macédoine occidentale soupçonnaient que les guérillas communistes étaient secrètement soutenues par la Bulgarie afin que cette dernière puisse annexer la zone d'occupation albanaise en Macédoine sous prétexte de protéger la population locale d'identité bulgare.
Immédiatement après l'établissement du territoire libre dans l'ouest de la Macédoine du Vardar, le commandement allemand a fait une incursion dans les zones détenues par l'autorité provisoire. Le problème pour les Allemands était le fait que le territoire libre coupait les communications entre Skopje et le Nord-Est de la Grèce. Après avoir réuni deux divisions et unités d'artillerie, les forces macédoniennes ont commencé des opérations pour reprendre le territoire. La lutte a duré plus de deux mois, les batailles les plus importantes étant à Buković, Debarca, Kičevo et Slivovo. La ville de Kicevo a été reprise par les Allemands au début du mois de novembre, mais trois jours plus tard, elle est à nouveau tombée aux mains des partisans macédoniens, pour être ensuite reprise pour la deuxième fois par les troupes allemandes.

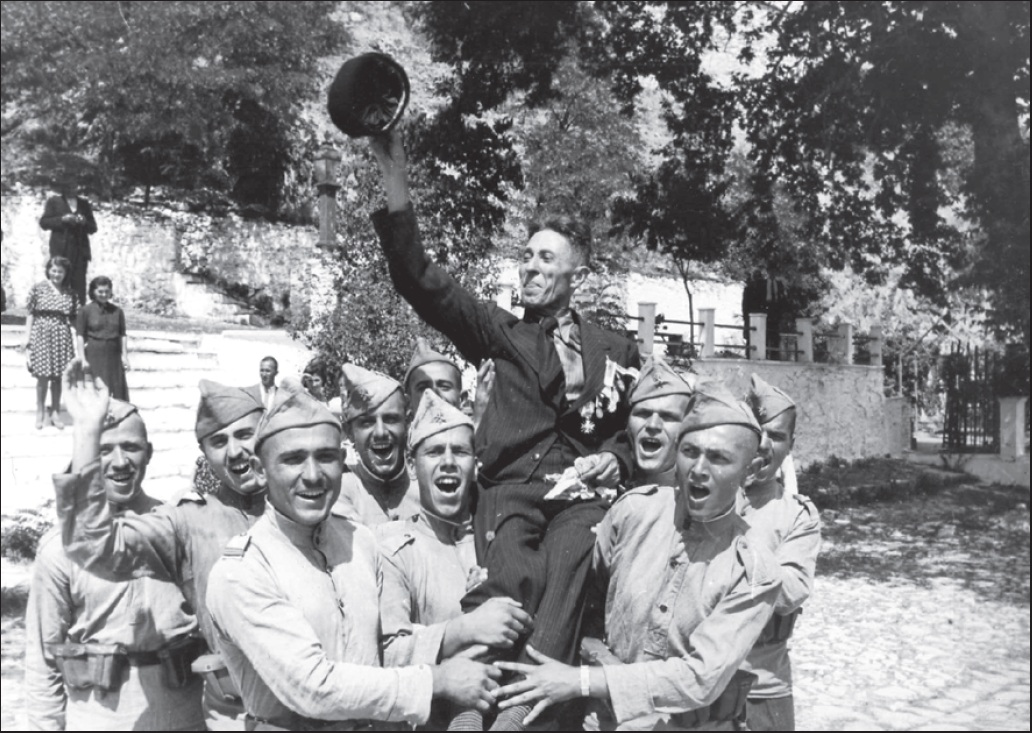
Accueil de l'ancien chef de l'IMRO Peter Lesev par des recrues de l'armée bulgare, après sa nomination en tant que gouverneur de la municipalité de Kratovo en 1943. Les recrues macédoniennes formaient jusqu'à 60% des soldats de l'armée bulgare dans le Vardar en Macédoine.

Le haut commandement de l'Armée populaire de libération de Macédoine et le Comité central du Parti communiste de Macédoine ont décidé de prendre des manœuvres d'évitement afin d'éviter la destruction totale des forces macédoniennes en raison du nombre écrasant de troupes ennemies engagées. Seules quelques petites unités ont été laissées pour compte. Après plus de deux mois de batailles constantes, en décembre 1943, le MNOV macédonien avec le CC du CPM a commencé une retraite massive à travers Prespa et après une marche de 13 jours est entré en Macédoine grecque.

### Actions bulgares en 1943
La Bulgarie a réussi à sauver l'ensemble de sa population juive de 48 000 personnes pendant la Seconde Guerre mondiale de la déportation vers les camps de concentration nazis, mais sous la pression allemande, les Juifs de leurs territoires nouvellement annexés sans citoyenneté bulgare ont été déportés, comme ceux de la Macédoine du Vardar et de la Thrace occidentale. Le gouvernement bulgare était responsable de la rafle et de la déportation de plus de 7 000 Juifs à Skopje et Bitola.

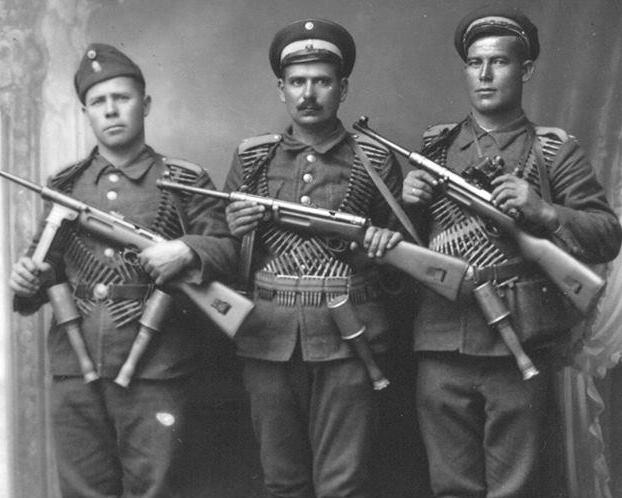
Membres d'un contre-cheta de Vélès en 1943. Certains habitants ont formé des détachements anti-guérilla pour soutenir la police et l'armée bulgares dans la lutte contre les partisans communistes et les tchetniks serbes.

Les autorités bulgares ont créé une force spéciale de gendarmerie qui a reçu un pouvoir presque illimité pour poursuivre les partisans communistes dans tout le royaume. Les gendarmes sont devenus connus pour avoir commis des atrocités contre les partisans capturés et leurs partisans. Le régime sévère des forces d'occupation et un certain nombre de victoires alliées montrant que l'Axe pourrait perdre la guerre ont encouragé davantage de Macédoniens à soutenir le mouvement de résistance communiste de Josip Broz Tito.
De nombreux anciens membres de l'IMRO ont aidé les autorités bulgares à combattre les partisans de Tempo. Avec l'aide du gouvernement bulgare et d'anciens membres de l'IMRO, plusieurs détachements paramilitaires pro-bulgares (Uhrana) ont été organisés en Macédoine grecque occupée en 1943. Ceux-ci étaient dirigés par des officiers bulgares originaires de Macédoine grecque et chargés de protéger la population locale dans les zones sous contrôle allemand et italien. À cette époque, Ivan Mihailov de l'IMRO avait des plans qui envisageaient la création d'un État macédonien sous contrôle allemand. Il était un adepte de l'idée d'un État macédonien uni avec un élément bulgare dominant. Les Allemands prévoyaient que les membres de l'IMRO formeraient le noyau des forces armées d'une future Macédoine indépendante dirigée par Ivan Mihailov.

## 1944 et après

### Campagne de février

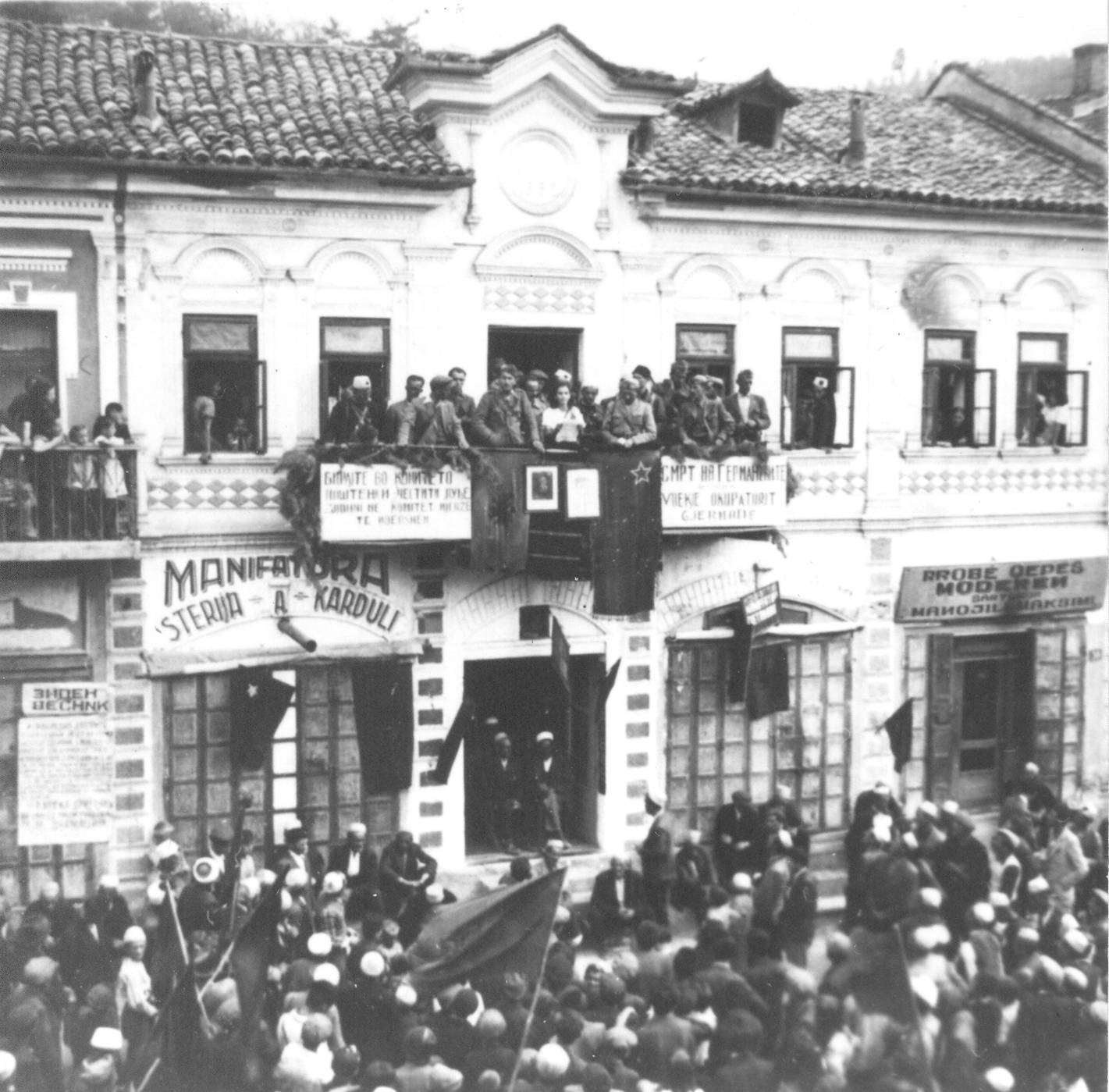
Rassemblement public à Kičevo libéré après la capitulation de l'Italie en zone albanaise, le 26 septembre 1943. Les drapeaux yougoslaves et les slogans anti-bulgares étaient absents du rassemblement.

Après avoir traversé toute la Macédoine grecque occidentale, les principales forces de l'Armée populaire de libération de Macédoine sont stationnées dans la région d'Almopia en Grèce près de la frontière yougoslave. Les détachements partisans actifs à Guevgelia et à Tikvesh ont également traversé la frontière avec le nord de la Grèce et ont rencontré les principales forces du MNOV. Plusieurs réunions ont eu lieu avec des membres de l' ELAS et du Parti communiste grec. L'une des décisions a été la création de détachements partisans plus larges composés de la minorité ethnique macédonienne en Grèce. Le 20 décembre 1943 dans le village de Foústani dans le district de Pella en Grèce, la deuxième brigade d'assaut macédonienne a été formée à partir des 3 bataillons de la 3e zone opérationnelle. Le bataillon partisan bulgare Hristo Botev du MNOV a été formé de soldats bulgares capturés et évadés. Il était sous le commandement du QG du MNOV. Le reste des combattants qui n'étaient pas inclus dans la première brigade d'assaut macédonienne-Kosovo et la deuxième brigade d'assaut macédonienne (le bataillon Hristo Botev et Stiv Naumov ainsi que plusieurs petits détachements de partisans) ont été organisés dans le soi-disant « troisième groupe de bataillons ". Le QG provisoire du MNOV réorganisé était stationné dans le village de Fustani dans le district de Pella. Parce que la concentration massive des troupes du MNOV dans le district de Moglena mettait en péril la communication de l'Axe vers Thessalonique, les forces bulgares et allemandes ont lancé une incursion contre le MNOV à Moglena et au mont Kozuv. Les combats ont duré du 26 décembre au 18 janvier. Toutes les attaques de l'Axe ont été repoussées et le mont Kozuf est resté un territoire libre détenu par le MNOV,

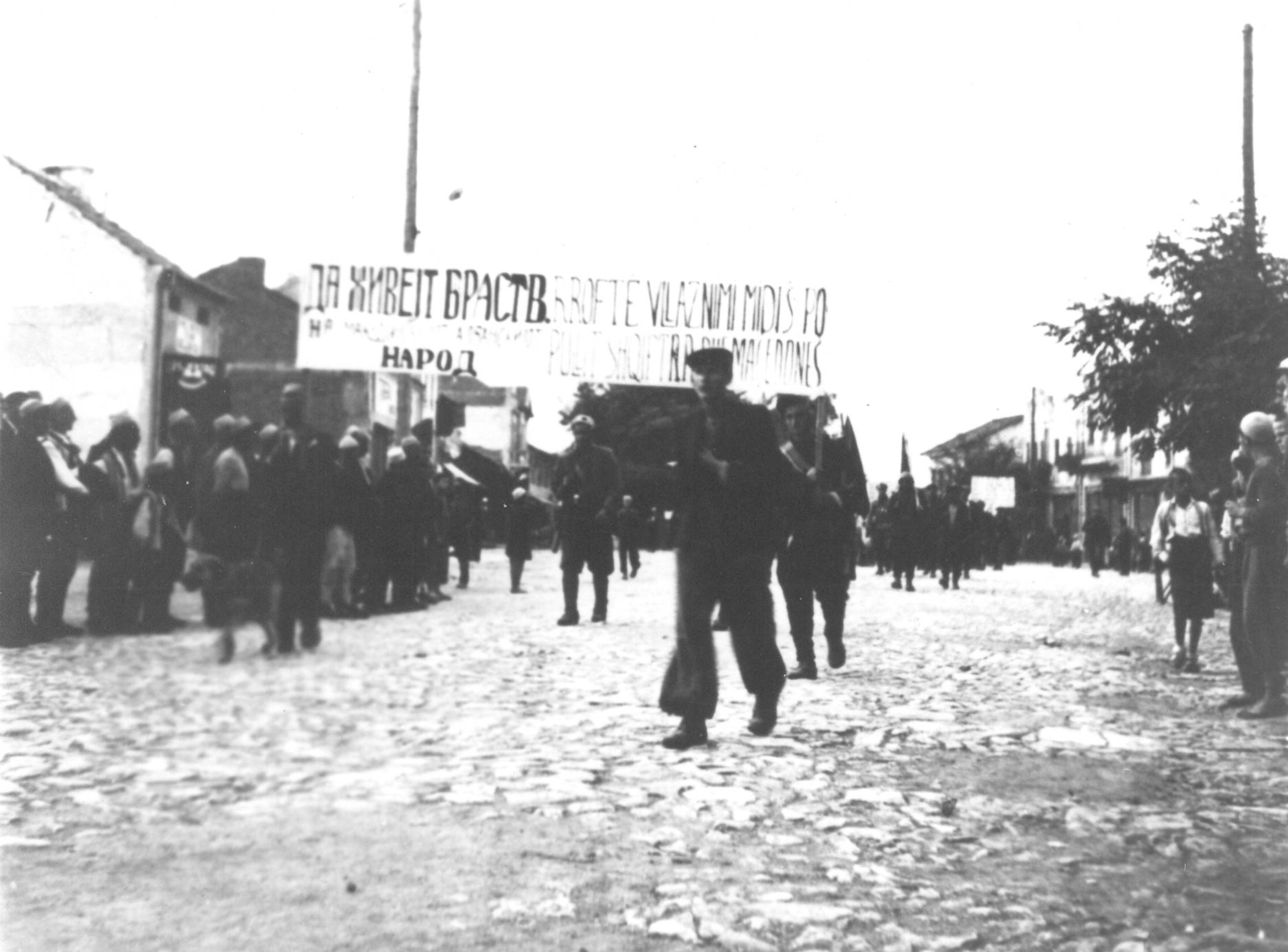
Partisans albanais et macédoniens marchant avec un transparent. On y lit : « Vive la fraternité des peuples macédonien et albanais !

Après la lutte pour le mont Kozuf, le quartier général du MNOV a décidé de lancer une offensive en trois phases dans le centre et l'est de la Macédoine du Vardar contre les forces d'occupation fascistes – connue sous le nom de « mars de février ». Conformément au plan de février mars, le 31 janvier 1944, la première brigade d'assaut macédonienne-Kosovo a commencé à marcher vers les régions de Veles et Porétché, mais immédiatement après avoir traversé la frontière, la brigade a été attaquée par deux divisions bulgares. Après des combats constants par temps froid, le 14 février, la brigade retourna en Macédoine grecque. Bien qu'elle n'ait pas rempli sa mission en raison des contre-attaques énergiques des Bulgares, la Première Brigade a engagé deux divisions de la 5e Armée bulgare dans cette région. Cela a ouvert une brèche pour le troisième groupe de brigades ainsi que le CPM et le QG du MNOV pour traverser la Macédoine orientale. La deuxième brigade d'assaut macédonienne a mené des incursions du 31 janvier au milieu de 1944 de Kozuf aux régions de Gevgelia et Demir Kapija, perturbant l'autorité bulgare dans les villages et fermant les écoles bulgares. Le 31 janvier, le troisième groupe de brigades ainsi que le QG du MNOV et le CC du CPM ont commencé à marcher du village de Zborsko vers l'est de la Macédoine du Vardar. 23 jours plus tard, après 400 km de voyage à travers cinq chaînes de montagnes dans un temps terrible et des engagements constants avec des unités de l'armée bulgare, le troisième groupe de bataillons était en territoire tenu par les partisans près de Kumanovo . Là, il a établi des contacts avec les forces du district de Pčinja et la Résistance bulgare. Le bataillon Hristo Botev, qui était jusque-là sous le commandement du MNOV de Macédoine, a été transféré au commandement de la résistance bulgare.
Le 3e groupe bataillon a fusionné avec les deux bataillons macédoniens existants dans la région de Kumanovo et a formé la célèbre troisième brigade d'assaut macédonienne dans le village de Kumanovo de Jeglyané le 26 février 1944. Après sa formation, la troisième brigade d'assaut macédonienne est devenue la plus grande formation de partisans en Macédoine et dans le sud de la Serbie.
Dans le Sud de la Morava, les Tchetniks serbes tiennent le terrain, soutenus par les Allemands. Les Tchetniks ont empêché les communistes de s'organiser dans cette région. Après une réunion au monastère de Prohor Pčinjski, il a été décidé que le commandement des détachements de partisans de Moravie du Sud et du Kosovo serait confié au QG du MNOV de Macédoine, car il était le plus organisé et le plus expérimenté. Le premier objectif du QG du MNOV après l'expansion de sa région de commandement était la destruction du mouvement tchetnik en Macédoine et dans le district de Pčinja, en commençant par les Tchetniks stationnés dans le Vardar en Macédoine.

### Destruction du corps du Vardar Chetnik
À partir de 1941, des tentatives ont été faites pour créer un mouvement loyaliste serbe en Macédoine du Vardar. Quelques groupes ont été formés à Veles, Prilep et Strumica, principalement par des vétérans de guerre et par d'anciens chefs tchetniks. Ces groupes étaient peu nombreux, décentralisés et certains se sont constitués de leur propre initiative. Au milieu de 1942, ils ont tous été détruits par des unités de l'armée bulgare. Début 1943, afin d'organiser une forte force tchetnik dans le Vardar en Macédoine, et afin de détruire le groupe influencé par Kosta Pecanac, Draža Mihailović envoya le lieutenant Milivoje Trbić. Il organisa rapidement des comités locaux à Skopje, Veles, Kičevo et Gostivar et commença à recruter des volontaires parmi les Serbes de Macédoine. Bientôt, le Vardar Chetnik Corps (VCC) a été formé, dirigé par Stojan Krstić (un natif de Prilep), qui comptait environ 8 000 combattants dans le Vardar en Macédoine.
Après la formation des premiers bataillons de l'Armée de libération nationale macédonienne, le VCC a concentré tous ses efforts sur la destruction du mouvement de libération du peuple macédonien. La brigade Porech Chetnik a terrorisé les villages qui soutenaient les partisans et a commencé à mener une mobilisation forcée. Cela a stimulé la colère contre les Tchetniks et poussé plus de volontaires dans les rangs de l'armée des partisans. En décembre 1943, le haut commandement confia à Hristijan Todorovski Karpoš la tâche de détruire les Tchetniks dans la région de Skopska Crna Gora à Skopje et Kozjak à Koumanovo . Avec des détachements de Kumanovo et de Skopje, il attaqua les Tchetniks au cours de trois batailles, dont la plus importante eut lieu près du village de Dragomantsé à la fin de 1943. Cette bataille mit fin à la présence tchetnik dans la région de Kumanovo. Fin janvier, les Tchetniks de Kicevo et de Skopska Crna Gora ont été désarmés par le MNOV. La brigade Porech Chetnik a également capitulé et ces combattants sont entrés dans les rangs du bataillon de partisans de Porech. Après avoir été vaincus à Dragomance et Porech, les Tchetniks restants de diverses brigades dispersées ont fusionné et se sont concentrés dans la région de Kozjak à la frontière avec la Serbie, où ils ont réussi à occuper tous les villages.
Les Tchetniks serbes tenant les villages de montagne à Kozjak ont constitué un véritable obstacle pour les partisans, les privant des zones montagneuses stratégiques dans leur lutte contre l'armée bulgare. En outre, le corps Vardar Chetnik a lancé une attaque massive contre les partisans, ce qui a aggravé la situation.
Fin janvier 1944, le Haut Commandement du MNOV décide de lancer une offensive, avec l'intention de détruire le VCC. Le 29 février 1944, les partisans de la troisième brigade d'assaut macédonienne attaquent les flancs tchetniks par le nord, l'ouest et le sud, tandis que le détachement Hristo Botev frappe les tchetniks par l'est. Dans la bataille pour le village de Séjac, le corps du Vardar Chetnik a été totalement détruit, faisant 53 victimes (46 abattus par des partisans et 7 noyés dans la rivière Pčinja en tentant de fuir). 97 Tchetniks, dont 5 officiers, ont été capturés dans l'action. Le 3 mars 1944, dans le village de Novo Selo, des combattants partisans détruisirent la force restante, capturant 30 Tchetniks et plus de 100 fusils et munitions. Les Tchetniks serbes ont fait 12 morts, dont Stojan Krstić, leur commandant. Après ces batailles décisives, l'organisation tchetnik de Draža Mihailović a cessé d'exister en tant que force puissante en Macédoine. Diverses bandes locales tchetniks, décentralisées et agissant de leur propre chef, comme les Porech Chetniks, ont continué à opérer dans certaines parties de la Macédoine mais elles étaient généralement dispersées et désorganisées.

### Actions dans le nord de la Macédoine du Vardar et le sud-est de la Serbie

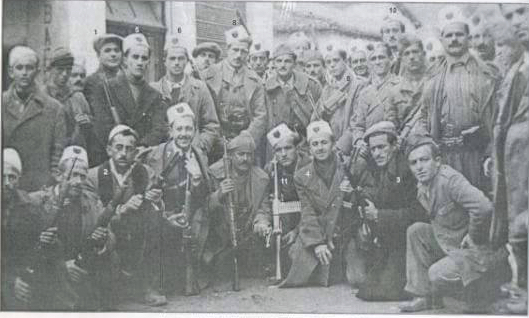
Les forces de Balli Kombëtar à Debar

La campagne de février mars 1944 eut un grand impact politique et moral. Toute la 5e armée bulgare, toute la police bulgare, ainsi que les régiments de l'armée stationnés à Kjustendil et Gorna Dzumaja étaient engagés dans les combats. Après la marche de février, le gouvernement bulgare a été contraint de changer de stratégie : l'organisation des combats ne relèverait plus de la police mais de l'armée, et toutes les organisations seraient obligées d'aider l'armée.
Après les opérations qui se sont terminées par la destruction des Tchetniks en Macédoine, le QG du MNOV, agissant désormais en tant que commandant suprême des unités de partisans en Macédoine du Vardar, au Kosovo et en Morava du Sud, a décidé de s'engager dans trois nouvelles attaques contre la police bulgare et administration. Le 26 avril 1944, la troisième brigade d'assaut macédonienne et le détachement du Kosovo attaquèrent avec succès la ville de Ristovac, où 130 soldats bulgares furent tués et 20 capturés par les partisans macédoniens. Le 3 avril 1944, la 3e brigade d'assaut macédonienne attaqua la ville minière de Zletovo, où une centaine de mineurs entrèrent dans les rangs de la brigade.

### Offensive de printemps

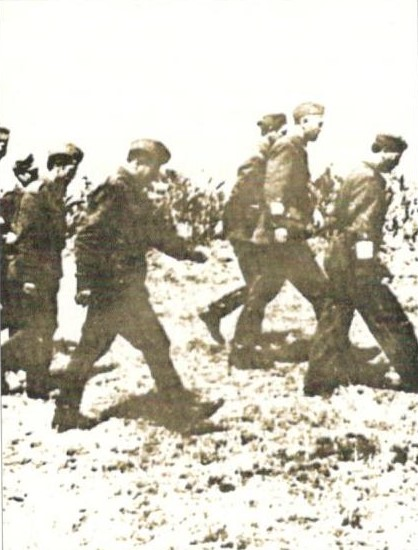
Délégués arrivant à la première session plénière de l'ASNOM en août 1944.

En raison de l'augmentation de l'activité des partisans, les principales lignes d'approvisionnement du groupe d'armées allemand "E" stationné en Grèce et en Albanie étaient constamment prises en embuscade et compromises. Afin d'obtenir le contrôle des lignes d'approvisionnement et des zones plus larges qui les entourent, les armées bulgare et allemande ont organisé une offensive en Macédoine et dans le sud-est de la Serbie, dans le cadre de la septième offensive anti-partisane, également connue sous le nom de raid sur Drvar. Dans cette offensive, les autorités d'occupation ont mobilisé la 5e armée bulgare, des troupes bulgares supplémentaires de Bulgarie, des forces tchetniks de Vlasotince et de Leskovac, des unités réactionnaires grecques de la PAO, des Albanais Balli Kombëtar de Macédoine occidentale et toute la garnison allemande de Kilkis, soit un total de 60 000 militaires. et le personnel administratif de la région. Au même moment, le QG du MNOV préparait des plans pour libérer la Macédoine occidentale et y envoya la 1re brigade d'assaut macédonienne-kosovare. En poussant vers Debarca, la 1re brigade d'assaut macédonienne-kosovare a eu des affrontements avec les Bulgares et les Allemands à Zavoj et Velmey. Les Allemands obtiennent des renforts et le 8 mai 1944 ils contre-attaquent. Les combats se sont terminés le 20 mai 1944 avec l'expulsion des Allemands de la région. Après avoir repris la zone de Debarca, davantage de renforts sont devenus disponibles, de sorte que la brigade a été divisée en deux brigades - la 1re brigade d'assaut macédonienne et la 1re brigade d'assaut du Kosovo. Aussi, deux plus petits détachements ont été formés et chargés avec l'objectif de répandre l'insurrection à Azot et Porech.
Afin d'empêcher les Allemands et les Bulgares de prendre le contrôle total de l'action, le MNOV a décidé de faire des attaques surprises sur les positions ennemies et d'essayer d'épuiser l'ennemi par tous les moyens. La 2e brigade d'assaut macédonienne a été envoyée pour mener plusieurs actions en Povardarie (Macédoine centrale) et en Pelagonie près de Prilep et Bitola. Du 25 avril au 22 juin 1944, la 2e brigade d'assaut macédonienne a attaqué les forces, les positions et les garnisons ennemies à Gradechnitsa, Tikvech, Konopichté, Demir Kapiya, Strmachevo, Kavadartsi et Negotino.

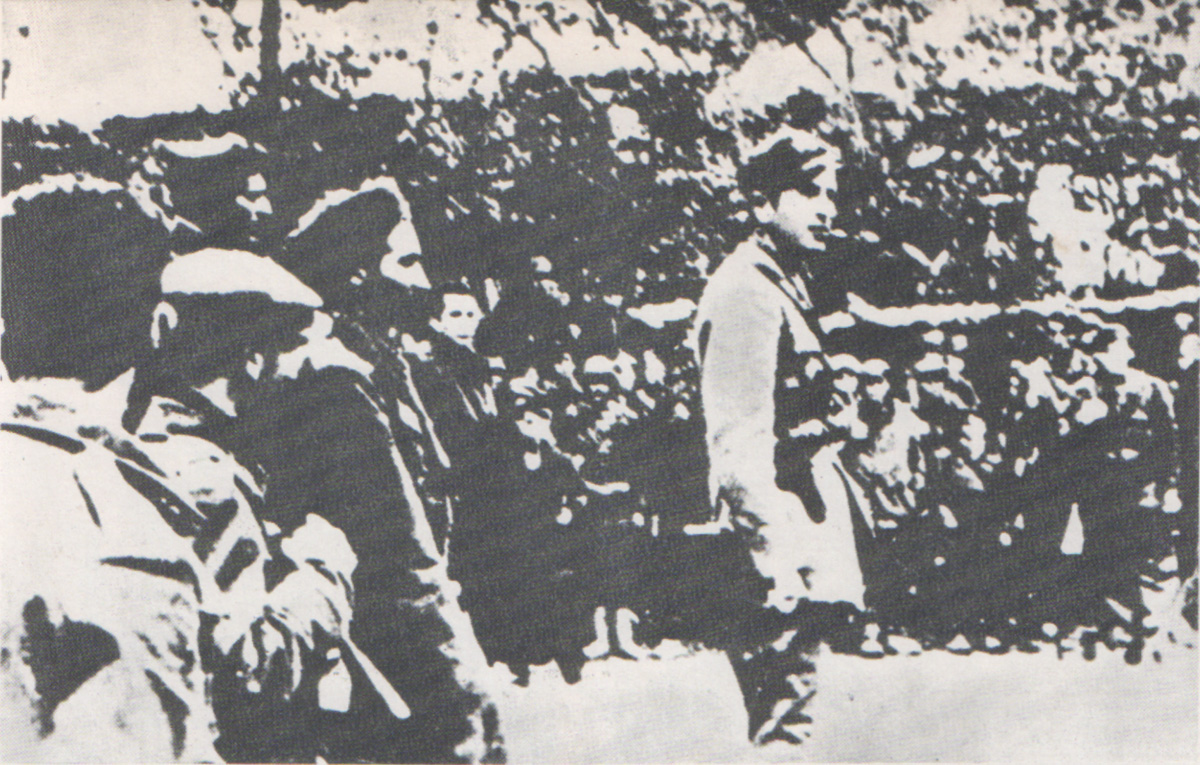
Svetozar Vukmanovic accueille des partisans macédoniens et grecs dans la vallée de Karadjova (Grèce). Sous sa direction, le comité régional pro-bulgare des communistes en Macédoine a été dissous et ils ont été liés aux communistes yougoslaves.

Les batailles les plus longues ont été menées en Macédoine orientale et dans le district de Pčinja, où les principales lignes de ravitaillement allemandes (Vardar et Morava) et celles des Bulgares (Skopje-Sofia) ont été compromises. Les principales forces des armées d'occupation étaient concentrées dans cette zone. Cette position non seulement contrôlait les principales lignes de communication, mais les positionnait pour attaquer les mouvements de résistance macédonien, sud-serbe et bulgare qui étaient stationnés dans le nord-est de la Macédoine. Afin de semer la confusion chez l'ennemi, le MNOV a ordonné une attaque surprise de la 3e brigade d'assaut macédonienne sur la ville de Kratovo. Après une demi-journée de bataille, Kratovo tomba aux mains des partisans. L'attaque et la libération de Kratovo ont eu un grand impact politique et militaire à une époque où les Allemands et les Bulgares lançaient une offensive massive, mais cela n'a pas arrêté les nazis. La 3e brigade d'assaut macédonienne a été forcée de quitter Kratovo trois jours plus tard, et a été impliquée dans de nombreux affrontements avec les armées de l'Axe faisant alors leur chemin 10 km au nord de Kilkis en Grèce. Là, ils se sont reposés, se sont réorganisés et ont lancé une contre-offensive contre les Bulgares et les Allemands, combattant de Kilkis à travers la Macédoine orientale, passant en Serbie jusqu'à Crna Trava, où, avec la 6e brigade de Moravie du Sud, ils ont engagé l'ennemi en finale. batailles de cette offensive,.
Au cours des deux mois de combat pendant l'offensive de printemps, les forces de l'Axe ont subi de nombreuses pertes. En Macédoine occidentale, 672 soldats de l'Axe ont été tués et 76 capturés, en Macédoine centrale (Povardarie) il y a eu 180 tués et 88 capturés, en Macédoine orientale et au sud-est de la Serbie, il y a eu plus de 1 060 tués et 498 capturés. Une grande quantité d'armes et de munitions a été saisie,. Les hommes nouvellement enrôlés des territoires libérés ainsi que les armes à feu capturées ont été utilisés pour former de nouvelles brigades et divisions. Le 23 juillet 1944 à Plackovica, la 4e brigade d'assaut macédonienne est formée et envoyée en Macédoine orientale afin de prendre contact avec le mouvement de résistance dans l'ouest de la Bulgarie.
La 5e brigade d'assaut macédonienne a été formée début août à Porech. Une semaine après sa formation, il a réussi à détruire les restes des Tchetniks de Poretch. En Macédoine occidentale, la 6e brigade d'assaut macédonienne a été formée et a été immédiatement chargée d'éliminer les forces armées du Balli Kombëtar de la Macédoine occidentale. À la fin du mois d'août, quatre nouvelles brigades ont été formées à partir de volontaires nouvellement recrutés – les 7e, 8e, 9e et 10e brigades d'assaut. Dans le village de Sheshkovo, la 1re division macédonienne a été formée à partir de ces nouvelles brigades.

### ASNOM
Le 2 août 1944, à l'occasion du 41e anniversaire du soulèvement d'Ilinden, la première session de la nouvelle Assemblée antifasciste de libération nationale de Macédoine (ASNOM) s'est tenue au monastère Saint-Prohor Pčinjski.

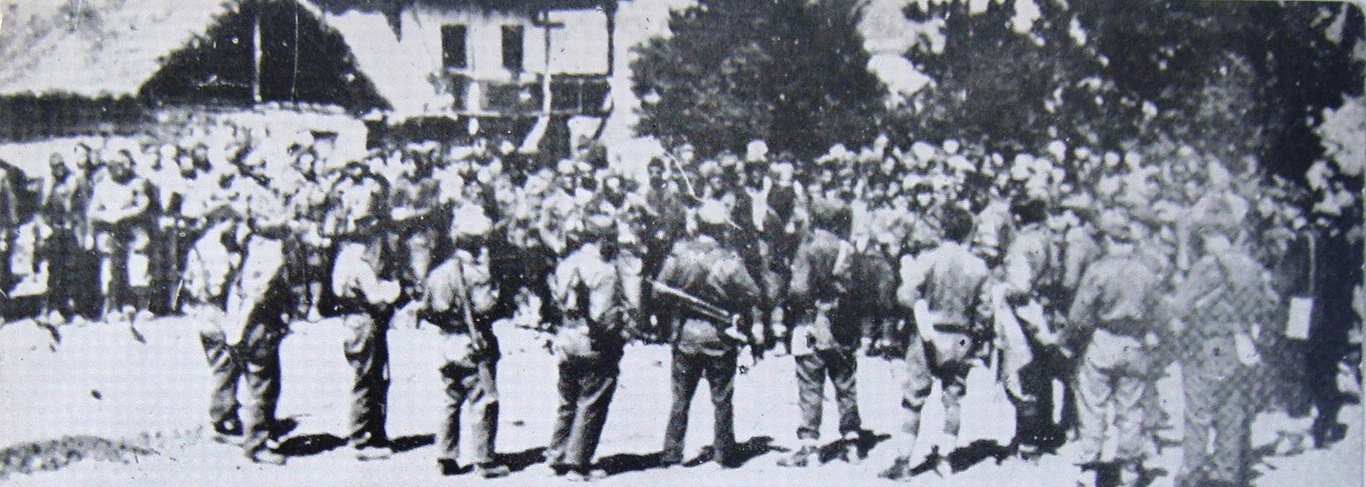
Formation d'un nouveau détachement partisan près du village de Sheshkovo en août 1944.

Malgré les espoirs contraires de Tito, le comité de présidence de l'ASNOM était dominé par des éléments qui n'étaient pas connus pour leurs sentiments pro-yougoslaves. Au grand dam de ceux qui préfèrent rejoindre la Fédération socialiste yougoslave, Metodija Andonov-Čento est élue présidente et Panko Brashnarov (ancien membre de l' IMRO ) vice-président. L'assemblée a essayé d'assurer autant d'indépendance que possible pour la Macédoine yougoslave et a donné la priorité à l'unification des trois parties de la Macédoine. Plusieurs sources affirment que Chento avait prévu de créer une Macédoine indépendante qui serait soutenue par les États-Unis.
Un manifeste А a été écrit décrivant les plans futurs de l'ASNOM pour un État macédonien indépendant et déclarant la langue macédonienne comme langue officielle de la Macédoine.
L'ASNOM était l'organe directeur de la Macédoine depuis sa formation jusqu'à la fin de la Seconde Guerre mondiale.

### "Maximalistes" et "Minimalistes"
Le Manifeste de l'ASNOM est finalement devenu un compromis entre les "maximalistes" et les "minimalistes" - l'unification du peuple macédonien a été discutée et propagée, mais la décision a finalement été prise que la Macédoine du Vardar deviendrait une partie de la nouvelle Yougoslavie communiste.
Les tenants de la ligne « maximaliste » étaient favorables à la création d'un État macédonien unifié indépendant qui aurait des liens avec la Yougoslavie, mais pas nécessairement l'inclusion dans une fédération yougoslave. Les partisans de cette option comprenaient Metodija Andonov-Čento, ainsi que des personnalités éminentes de l'ancien IMRO (United) telles que Pavel Shatev, Panko Brashnarov et d'autres. Ils considéraient l'adhésion à la Yougoslavie comme une forme de domination serbe sur la Macédoine et préféraient l'adhésion à une fédération des Balkans ou bien l'indépendance complète.
Les tenants de la ligne « minimaliste » étaient aussi pour la création d'un État macédonien, mais au sein de la fédération yougoslave.
Ces différences étaient visibles dans les discussions de l'ASNOM, mais elles sont surtout apparues au grand jour après la libération définitive de la Macédoine. Il faut ajouter que les deux lignes « maximalistes » et « minimalistes » au sein du Mouvement de libération nationale de la Macédoine du Vardar soutenaient l'existence d'une identité macédonienne distincte et étaient en faveur de la création d'un État distinct dans lequel le peuple macédonien aurait sa patrie. La plus grande différence entre les deux lignes était de savoir si la Macédoine devait rejoindre la Yougoslavie ou exister en tant que pays indépendant.

### Tentative ratée de création d'un État fantoche macédonien

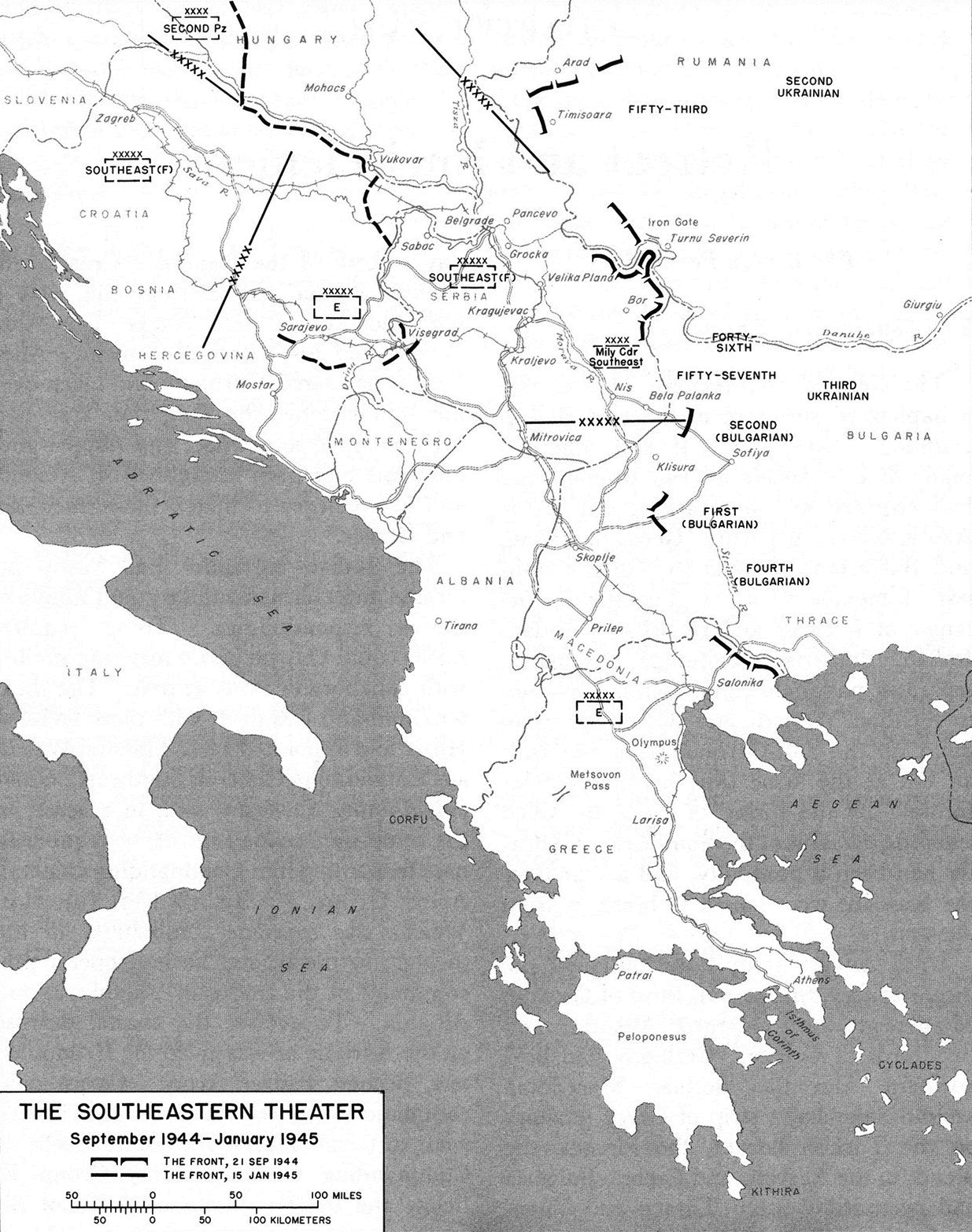
Carte du théâtre militaire des Balkans de septembre 1944 à janvier 1945.

En août 1944, l'armée soviétique approchait des Balkans. Dans une tentative de dernière minute de créer un État tampon contre l'arrivée de l'Armée rouge, le 29 août, les Allemands ont tenté d'établir un État fantoche macédonien « indépendant », dirigé par Ivan Mikaïlov. Contrairement à la résistance de gauche, les partisans de droite de l'IMRO étaient d'orientation pro-bulgare et ne soutenaient pas l'existence d'une future Yougoslavie. Le ministre de l'Intérieur bulgare a été chargé de contacter Mihajlov, qui était à l'époque conseiller du leader nazi croate Ante Pavelić. L'État ne devait recevoir aucun soutien militaire (troupes ou armes) de l'Allemagne, car les Allemands manquaient de troupes et d'armes. Des télégrammes de l'époque indiquent qu'un retrait ordonné des troupes bulgaro-allemandes précéderait la formation d'un tel État fantoche. La Bulgarie a ordonné à ses troupes de se retirer de Macédoine le 2 septembre. Dans la soirée du 3 septembre, Ivan Mihailov a d'abord été transporté par avion de Zagreb à Sofia, pour voir ce qui "peut être sauvé". Deux télégrammes du 5 septembre à 1 h 7 et du 6 septembre à 2 h 20 relaient la réorganisation d'Hitler pour l'établissement d'un tel État. Mihajlov a été transporté de Sofia à Skopje dans la soirée du 5 septembre. Sur la base des télégrammes allemands de l'époque, Ivan Mihailov s'est vu proposer la création d'un tel État, mais à 18h00 (18h00) le 6 septembre, il a refusé pour incapacité à obtenir un soutien. L'échec a conduit à ordonner le retrait allemand de la Grèce le 6 septembre et à nommer le commandant principal pour la Grèce Heinz Scheeuerlen comme nouveau commandant principal pour la Macédoine. L'Allemagne a fermé son consulat à Skopje et évacué son personnel avec Ivan Mihailov et sa femme hors de Macédoine. Cependant, le 8 septembre, les nationalistes de droite de l'IMRO ont déclaré leur indépendance. L'État autoproclamé est resté « pratiquement sans défense » après le retrait des troupes allemandes. Les Allemands ne l'ont pas soutenu car leurs forces se sont retirées de la région. Dans le chaos, ils ont juste essayé d'utiliser les « comités macédoniens » nouvellement formés comme postes de police locaux. Leurs membres étaient d'anciens militants des comités d'action bulgares.

### La Bulgarie change de camp

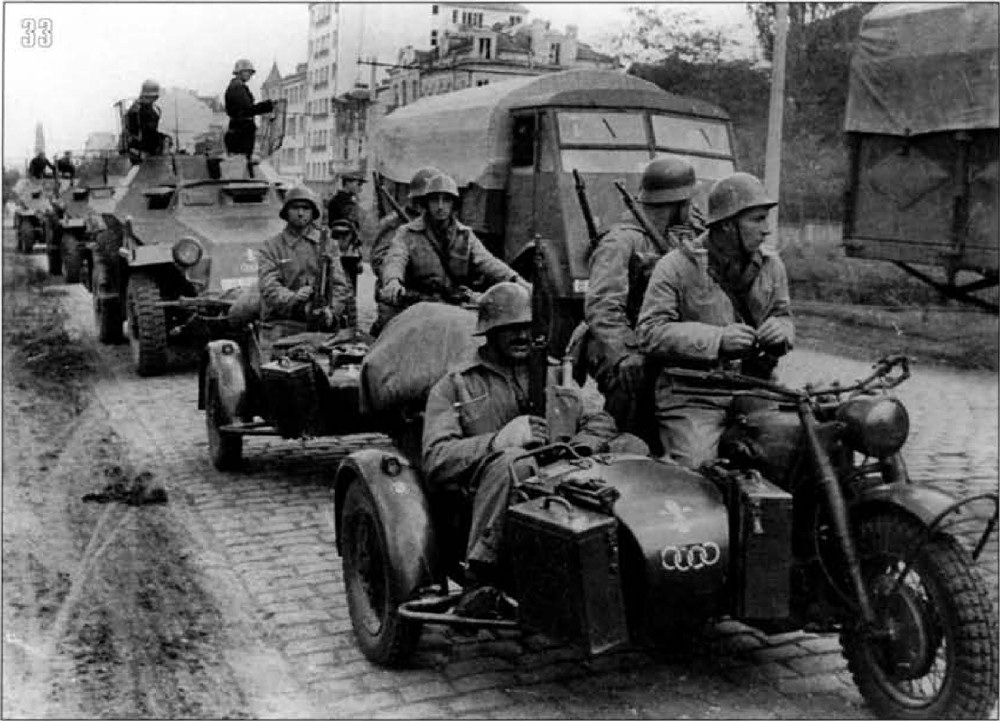
Les troupes bulgares rentrent en Yougoslavie en octobre 1944 guerre mondiale.

En septembre 1944, l'Union soviétique déclara la guerre à la Bulgarie et occupa une partie du pays. Un coup d'État le 9 septembre a conduit la Bulgarie à rejoindre les Soviétiques, Un jour plus tôt, la Bulgarie avait déclaré la guerre à l'Allemagne nazie. Cette tournure des événements met les divisions bulgares stationnées en Macédoine dans une situation difficile. Les troupes allemandes s'étaient refermées sur eux, tandis que leur commandement était déconcerté par la haute trahison de quelques officiers d'état-major qui avaient déserté du côté allemand. Les troupes bulgares se retirant en Macédoine se sont frayé un chemin jusqu'aux anciennes frontières de la Bulgarie. Josip Broz a noué des relations avec les nouvelles autorités pro-communistes en Bulgarie. Après l'occupation de la Bulgarie par l'armée soviétique, des négociations entre Tito et les dirigeants communistes bulgares ont été organisées en septembre-octobre 1944, aboutissant à une alliance militaire entre les forces yougoslaves et la Bulgarie,. Cela a été suivi par la démobilisation des recrues macédoniennes, qui formaient jusqu'à 40 à 60 % des soldats de certains bataillons bulgares. En conséquence, la brigade Gotse Delchev a été créée et équipée à Sofia par le gouvernement bulgare, fournissant la base pour le déploiement de troupes yougoslaves considérables dans le Vardar en Macédoine.

### Opérations finales pour la libération de la Macédoine

#### Armée bulgare

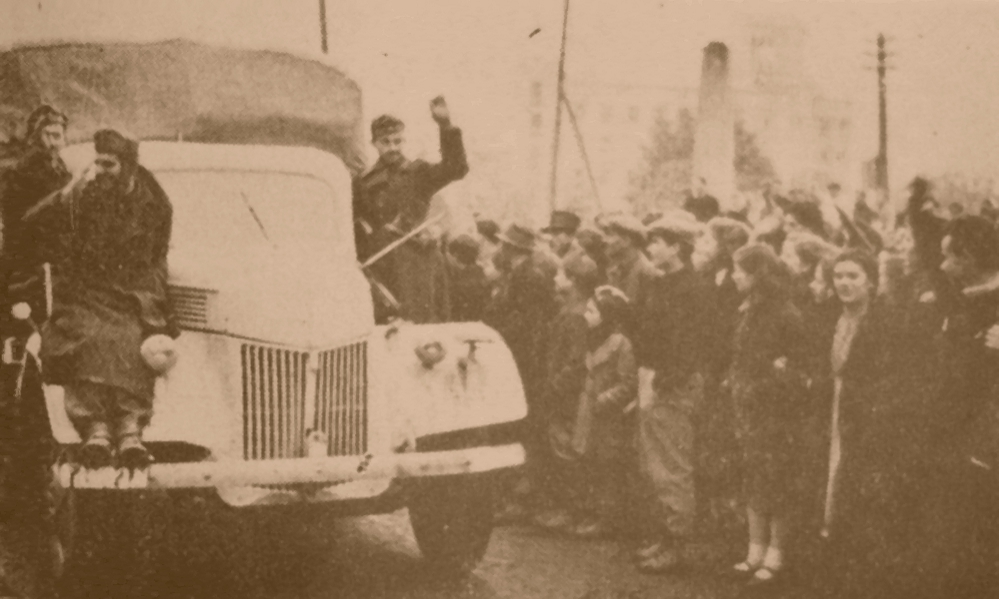
Les principales forces bulgares entrent à Skopje le 14 novembre 1944- guerre mondiale. Les premières unités bulgares sont entrées dans la ville le 13 novembre 1944-.

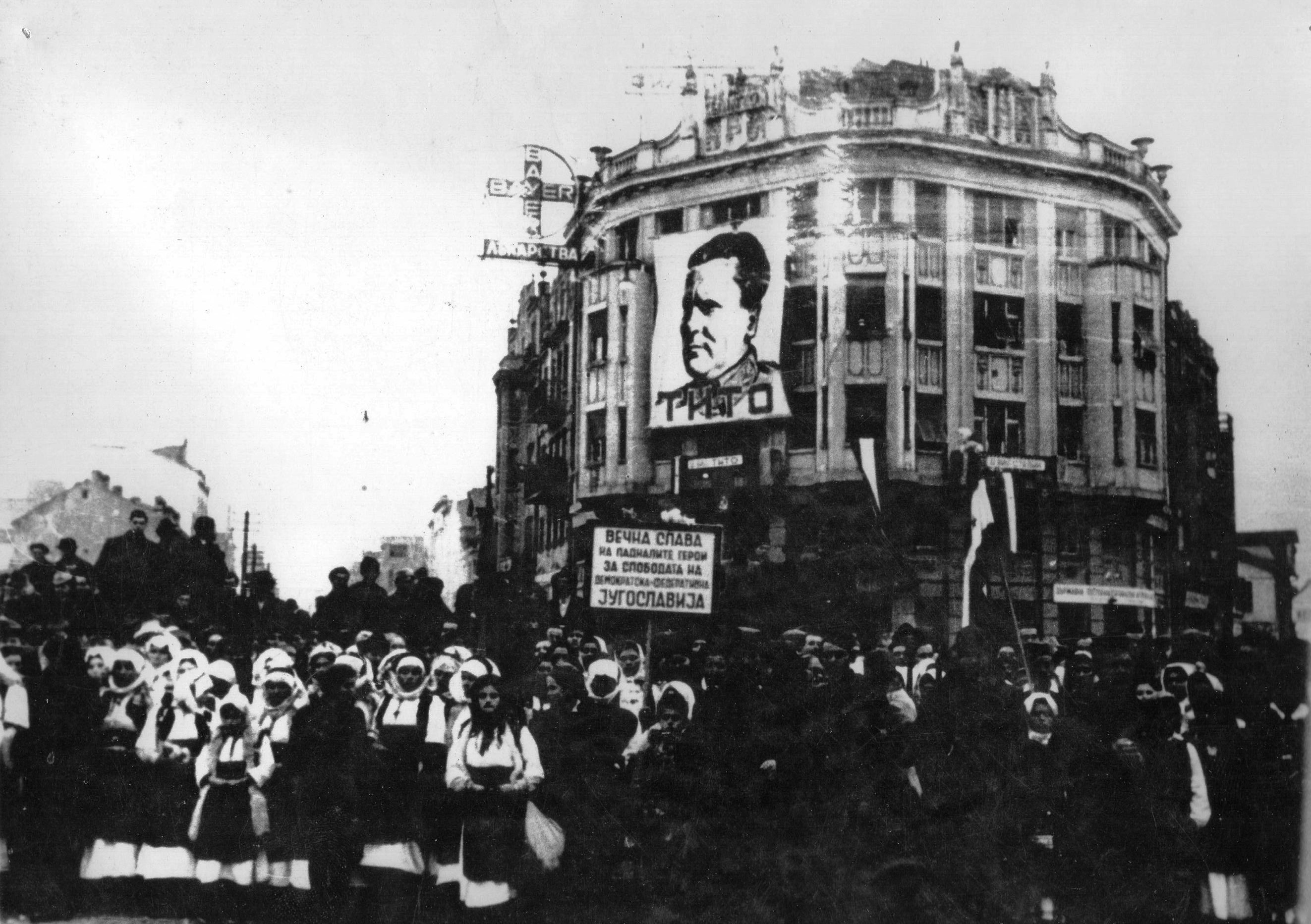
Macédoniens louant la libération de Skopje en décembre 1944. L'inscription sur l'affiche fait l'éloge de l'unification avec la Yougoslavie.

Sous la direction du nouveau gouvernement bulgare pro-soviétique, quatre armées bulgares, fortes de 455 000 au total, sont mobilisées et réorganisées. Fin septembre, les troupes du 3e front ukrainien de l'Armée rouge étaient concentrées à la frontière bulgaro-yougoslave. Au début d'octobre 1944, trois armées bulgares, composées d'environ 340 000 hommes, ainsi que l'Armée rouge sont rentrées en Yougoslavie occupée et se sont déplacées de Sofia à Niš, Skopje et Pristina pour bloquer le retrait des forces allemandes de Grèce,. En Macédoine, les Bulgares ont opéré en collaboration avec les combattants du MNLA, mais cette coopération ne s'est pas déroulée sans difficultés. Du 8 octobre au 19 novembre, l'opération Stratsin-Kumanovo a eu lieu et Kratovo, Kriva Palanka, Kumanovo et Skopje ont été prises. Dans le même temps, l'opération Bregalnitsa-Strumica était menée, et la Wehrmacht était chassée des villages de Delchevo, Kočani, Štip, Strumica et Veles. En parallèle, l'opération Kosovo avait également lieu, visant à expulser les forces allemandes du Kosovo. La Serbie méridionale et orientale, le Kosovo et la Macédoine du Vardar ont été libérés fin novembre,. Le 3e Front ukrainien en collaboration avec l'Armée populaire de libération de la Yougoslavie et l'Armée populaire bulgare a mené l'offensive de Belgrade. La première armée bulgare, forte de 130 000 hommes, a continué vers la Hongrie, chassant les Allemands, tandis que le reste est retourné en Bulgarie. Sur une série de cartes du groupe d'armées E, montrant son retrait à travers la Macédoine et la Serbie du Sud, ainsi que dans les mémoires de son chef d'état-major, il n'y a presque aucune indication d'unités partisanes yougoslaves, mais seulement des divisions bulgares. Malgré ces faits, la contribution des troupes bulgares est encore très débattue en République de Macédoine pour des raisons politiques,

#### Partisans macédoniens

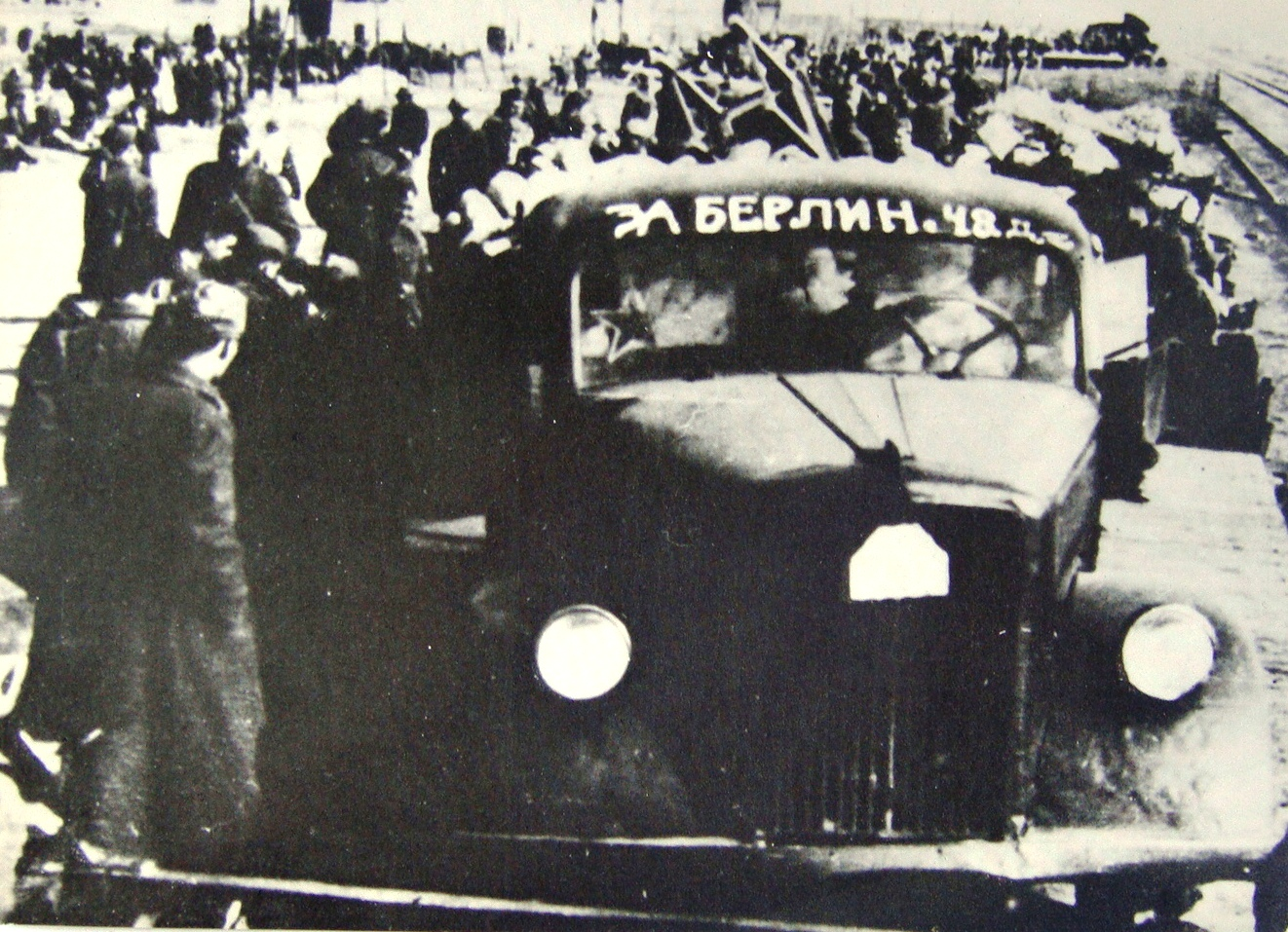
XV corps macédonien en route vers le front syrien en janvier 1945.

Après la retraite allemande, forcée par l'offensive soviéto-bulgare en Serbie, en Macédoine du Nord et au Kosovo à l'automne 1944, la conscription a considérablement augmenté. En octobre 1944, de nouvelles brigades sont formées : dans les régions de Veles, Skopje et Kumanovo, les nouvelles 12e, 16e et 18e brigades d'assaut sont formées ; en Macédoine orientale, les 13e, 14e, 19e, 20e et 21e brigades d'assaut ; et en Macédoine occidentale la 15e brigade d'assaut macédonienne. À la fin d'octobre 1944 en Macédoine du Vardar, il y avait 21 macédoniens, un kosovar, un albanais et la 1re brigade macédonienne égéenne (composée de 1500 anciens membres armés du Front de libération nationale slave-macédonienne (SNOF) qui ont traversé la frontière avec la Macédoine du Vardar après ELAS a ordonné la dissolution de leur unité). La 1re brigade de cavalerie macédonienne et la 1re brigade automobile macédonienne ont été formées à l'aide d'équipement, d'armes, de véhicules et de chevaux capturés. D'août à début novembre, trois brigades du génie ont été formées et ont commencé à réparer les routes. Les nouvelles brigades ont été regroupées en six nouvelles divisions, ce qui fait de la force totale de l'Armée populaire de libération de Macédoine trois corps composés de sept divisions, composées d'environ 66 000 partisans macédoniens. À la mi-novembre 1944, les Allemands ont été complètement délogés de Macédoine et des organes de « l'Autorité du peuple » ont été créés. La brigade allemande Angermiler était positionnée dans les gorges de Kačanik. Skopje était défendue par des éléments de la 22e division d'infanterie et des parties de la 11e division de la Luftwaffe (qui était principalement impliquée dans les combats en Macédoine orientale) et des unités d'autres divisions. Skopje est libérée le 13 novembre par les 42e et 50e divisions macédoniennes. Après la libération de Skopje, le QG du MNOV a envoyé une artillerie et 12 brigades d'assaut en Macédoine occidentale, où elles ont remporté une victoire décisive sur les forces armées du Balli Kombëtar. Après de violents combats, Kičevo a été libéré le 16 novembre, Gostivar le 18 novembre et Tetovo le 19 novembre. Au cours de celles-ci, le MNOV a tué ou capturé 13 000 soldats armés de Balli Kombëtar (environ 90 % de leurs forces),. Le 19 novembre 1944, avec la libération de Tetovo et Gostivar, la région du Vardar en Macédoine est totalement libérée. En raison d'affrontements constants avec le MNOV, la retraite du groupe d'armées allemand E a été bloquée pendant 14 jours, et pendant les opérations finales de libération de la Macédoine, les troupes allemandes ont subi des pertes considérables d'effectifs et de matériel : la 22e division de grenadiers et la 11e division de la Luftwaffe ont subi 10 % de victimes et une perte de 15 % de matériel.

## Conséquences
La composition chronologique par le nombre des membres du MNLA était la suivant :
|           | Fin 1941 | Fin 1942 | Septembre 1943 | Fin 1943 | Août 1944, | Fin 1944 |
| --------- | -------- | -------- | -------------- | -------- | ---------- | -------- |
| Macédoine | 1 000    | 2 000    | 10 000         | 7 000    | 8 000      | 66 000   |

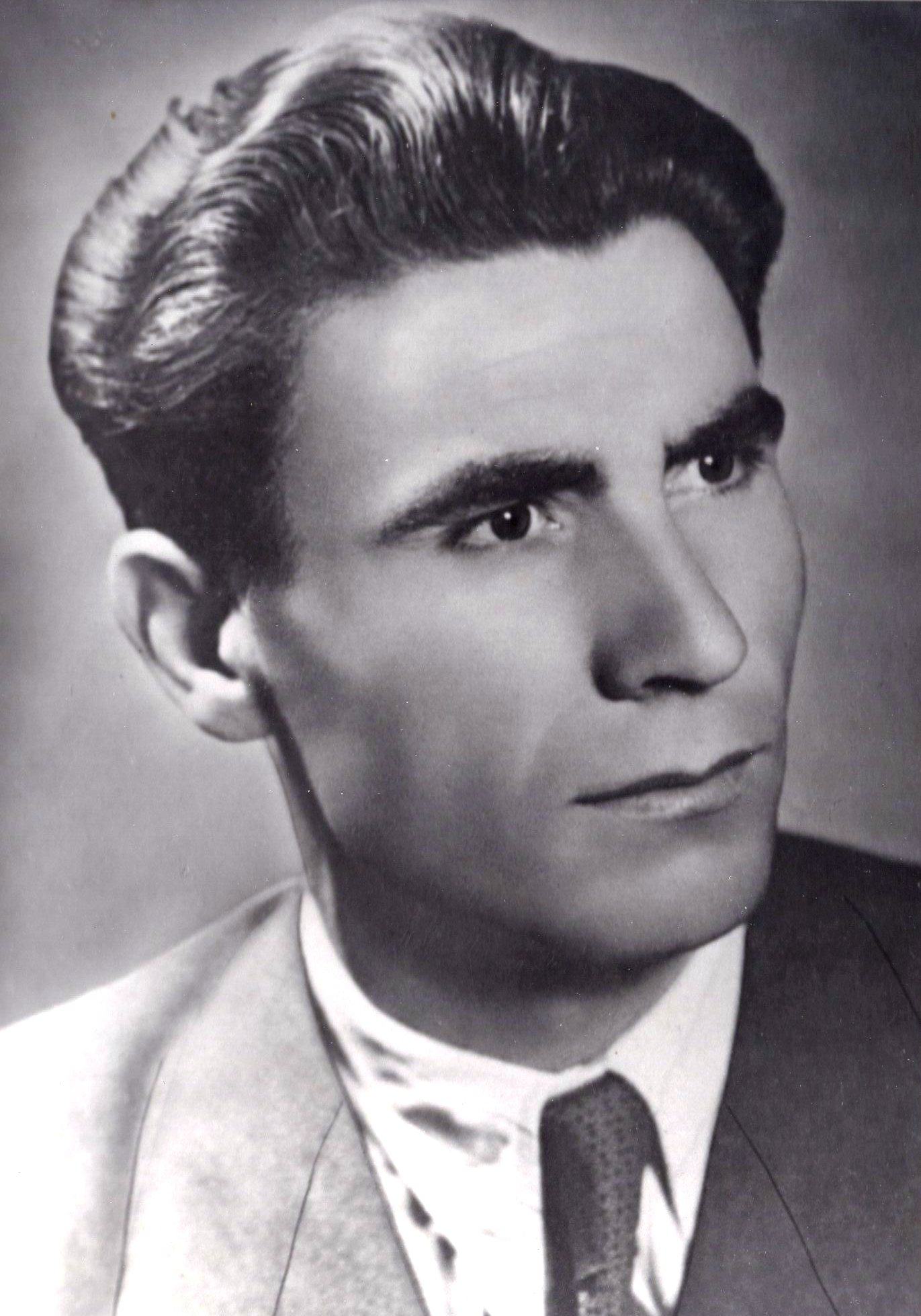
Lazar Kolishevski est devenu à la fin de 1944 le Premier ministre de la RS de Macédoine. Il a lancé une politique mettant pleinement en œuvre la ligne pro-yougoslave et a pris des mesures dures contre toute opposition.

Le nombre total de victimes en Macédoine de la Seconde Guerre mondiale était d'environ 24 000, comme suit : 7 000 Juifs, 6 000 Serbes, 6 000 Macédoniens ethniques, 4 000 Albanais et 1 000 Bulgares. Cela comprend environ 3 000 "collaborateurs", "contre-révolutionnaires" et victimes civiles, 7 000 Juifs exterminés dans des camps de concentration et 14 000 résistants et soldats. Selon Bogoljub Kočović, le nombre relatif de pertes de guerre était le plus faible parmi les Macédoniens, par rapport aux autres groupes ethniques de Yougoslavie :
| Ethnicité     |                |
| Ethnicité     | Perte relative |
| ------------- | -------------- |
| les Juifs     | 77,9%          |
| Rome          | 31,4%          |
| Monténégrins  | 10,4%          |
| Serbes        | 6,9%           |
| les musulmans | 6,8%           |
| Croates       | 5,4%           |
| Allemands     | 4,8%           |
| Slovènes      | 2,5%           |
| Albanais      | 1%             |
| Hongrois      | 1%             |
| Macédoniens   | 0,9%           |

Selon un recensement yougoslave de 1966 sur les victimes de la guerre, les victimes macédoniennes ethniques étaient 6 724. Ils résultent de différentes raisons comme suit:
| Raison du décès |                       |
| Raison du décès | Nombre de victimes    |
| --- | --------------------- |
| Terreur paramilitaire, militaire et policière. (Peut-être ici est également inclus une partie des victimes des répressions communistes d'alors. ) | 1 427 (environ 1 200) |
| Soldats morts d'octobre 1944 à mai 1945. (La plupart sur le front du Srem en 1945. )                                                              | 3 548 (environ 2 500) |
| Victimes des raids aériens et des bombardements alliés                                                                                            | 811                   |
| En internement | 87                    |
| Les prisonniers | 205                   |
| En déportation | 70                    |
| Dans la guerre d'avril 1941 | 266                   |
| Autres raisons | 49                    |
| Circonstances peu claires | 67                    |
| Partisans tués d'octobre 1941 à octobre 1944. La plupart en zone albanaise.                                                                       | 81                    |
| prisonniers de guerre | 90                    |
| Travail forcé | 23                    |
| Nombre total | 6 724                 |

Malgré l'implication significative de la Bulgarie aux côtés des Alliés à la fin de la guerre,,,,,,, le pays n'a pas été présenté comme un pays de co-combat à la Conférence de paix de Paris, 1946 et a été condamné à payer des réparations de guerre à la Yougoslavie pour l'occupation de la Macédoine et de la Serbie du Sud, que la Yougoslavie a unilatéralement abandonnées en 1947.
Après la guerre, pour la première fois dans l'histoire, le peuple macédonien a réussi à obtenir son statut d'État, sa nation et sa langue. Ces événements marquèrent la défaite du nationalisme bulgare et la victoire du macédonisme dans la région.

## Controverse
Après la libération, le Présidium de l'Assemblée antifasciste pour la libération du peuple de Macédoine ( ASNOM ), qui était l'organe directeur de la Macédoine, a fait plusieurs déclarations et actions qui étaient en contradiction avec les décisions du Conseil antifasciste de libération du peuple. de Yougoslavie ( AVNOJ ), l'autorité exécutive yougoslave. Le quartier général de Tito envoya des ordres demandant aux forces du MNOV de participer aux combats du front syrien pour la libération définitive de la Yougoslavie. Le président Metodija Andonov-Čento et ses associés ont débattu de l'opportunité d'envoyer les troupes au Srem et d'aider à libérer la Yougoslavie ou de faire avancer les troupes sous son commandement vers la Macédoine grecque afin « d'unifier le peuple macédonien » en un seul pays. Le 16 décembre, le peloton d'artillerie de la brigade Gotse Delchev stationné à la forteresse de Skopje et l'un de ses pelotons d'infanterie à Štip se révoltent contre l'ordre d'être envoyé sur le front du Srem. Ils voulaient se diriger vers Thessalonique comme capitale présumée d'une Macédoine indépendante imaginaire. Svetozar Vukmanovic les a accusés d'être tombés sous les influences bulgares. Après avoir refusé de se disperser aux deux endroits, des dizaines ont été abattus et beaucoup ont été arrêtés sur son ordre. Andonov-Čento et ses proches collaborateurs essayaient de minimiser autant que possible les liens avec la Yougoslavie, ce qui était contraire aux décisions de l'AVNOJ. En conséquence, Andonov-Čento a été remplacé par Lazar Kolishevski, qui a commencé à mettre pleinement en œuvre la ligne pro-yougoslave. Čento lui-même a ensuite été emprisonné. Les accusations fabriquées contre lui étaient d'être un espion occidental, un traître travaillant contre la RS de Macédoine dans le cadre de la RSF de Yougoslavie, d'être en contact étroit avec le terroriste IMRO, de soutenir un plan pro-bulgare d'une Macédoine indépendante, etc.,,
La nouvelle direction de la République populaire de Macédoine dirigée par Lazar Kolishevski a confirmé les décisions de l'AVNOJ, et la Macédoine a rejoint la Yougoslavie. La Bosnie-Herzégovine, la Croatie, la Macédoine, le Monténégro, la Serbie et la Slovénie ont fini par faire partie de la république fédérative socialiste de Yougoslavie,. Les sentiments nationaux macédoniens étaient déjà mûrs à cette époque par rapport à 1941. Par la suite, pour effacer les derniers sentiments bulgarophiles, les nouvelles autorités communistes ont persécuté les nationalistes de droite avec les accusations de « grand chauvinisme bulgare ». La tâche suivante était également de briser toutes les organisations qui s'opposaient à l'idée de la Yougoslavie. Ainsi, même des politiciens de gauche plus âgés, qui étaient dans une certaine mesure d'orientation pro-bulgare, ont été purgés de leurs postes, puis isolés, arrêtés et emprisonnés sur la base d'accusations fabriquées, en tant qu'agents étrangers, exigeant une plus grande indépendance, formant des groupes politiques conspirateurs et autres. En outre, de nombreuses personnes ont parcouru le camp de travail de Goli Otok au milieu des années 40. Le nombre des victimes est estimé de 50 000, jusqu'à 100 000 en incluant les personnes tuées, emprisonnées, déportées, envoyées aux travaux forcés, torturées, etc.,

### Manipulation d'événements historiques

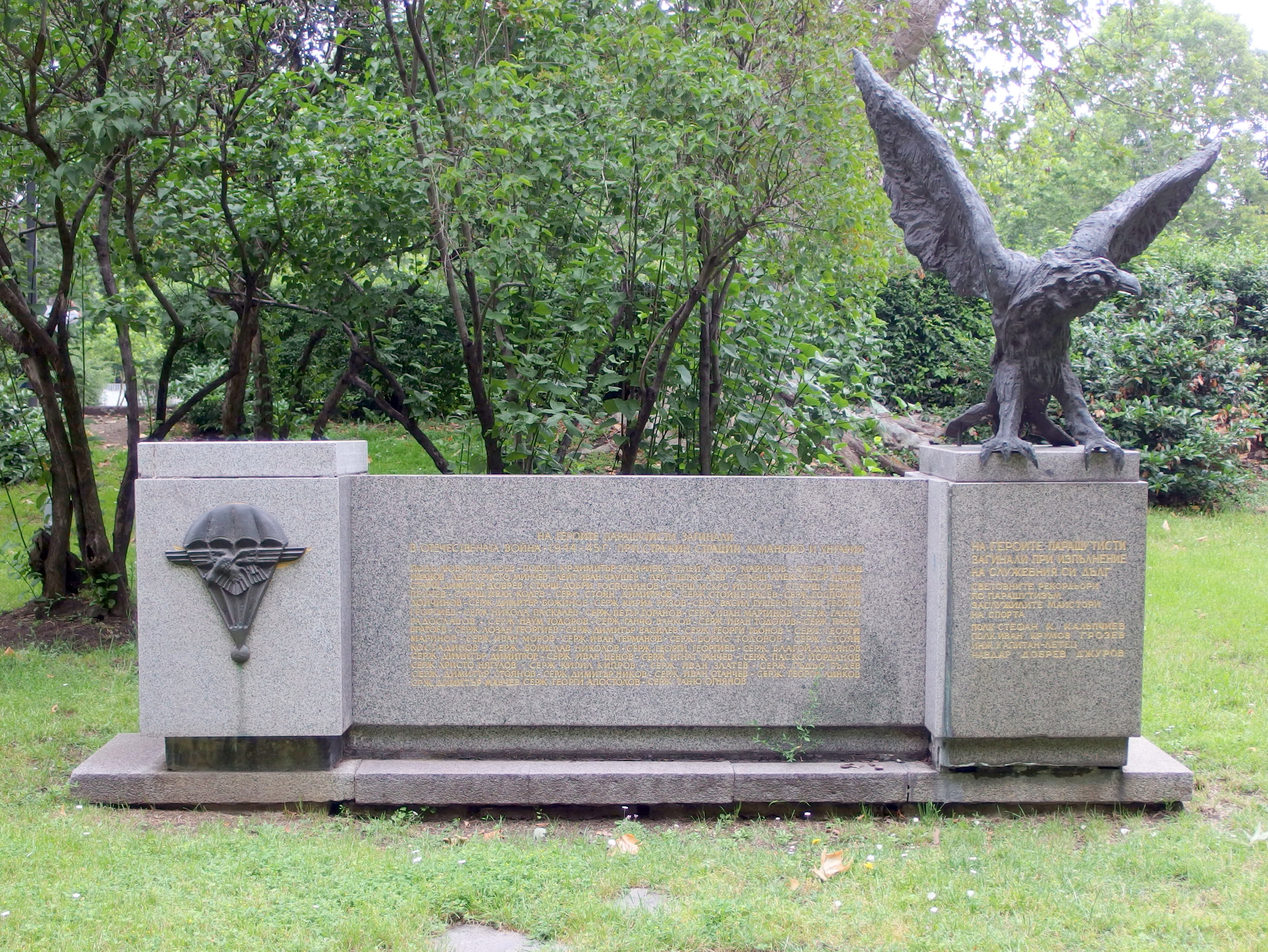
Monument des parachutistes bulgares tombés en Macédoine du Nord à l'automne 1944 (Sofia). Des sources macédoniennes affirment que les Bulgares n'ont mené aucune bataille sérieuse à l'époque. Des sources bulgares insistent sur le fait que 2000 à 3000 soldats sont tombés en Macédoine du Nord à cette époque.

Par leur invasion en 1941, les Bulgares ont été accueillis par la plupart des habitants comme des libérateurs de la domination serbe, en agitant des drapeaux bulgares, parce que les sentiments pro-bulgares parmi eux prévalaient toujours,,,,,. Les communistes macédoniens ont alors également refusé de définir les Bulgares comme occupants et ont intégré leurs structures dans le BCP. Tout en faisant partie non négligeable de l'administration locale, les soldats recrutés dans l'armée bulgare et les policiers stationnés à Vardar en Macédoine étaient originaires de la région,. Même la seule victime de l'attentat du 11 octobre 1941, célébré aujourd'hui comme le jour du soulèvement macédonien contre le fascisme, était un homme local enrôlé dans la police bulgare. Les historiens yougoslaves macédoniens ont accusé les forces bulgares de plusieurs atrocités, dont la plus importante est le massacre de 12 jeunes civils dans le village de Vataša, mais l'officier commandant l'opération était également un état-major local,. Cependant, après la guerre, l'historiographie communiste yougoslave a beaucoup fait pour assimiler le terme Bulgares à des « occupants fascistes ». Il existe aujourd'hui des opinions révisionnistes en Macédoine du Nord, ce conflit n'était qu'une guerre civile et le mouvement de résistance important contre les Bulgares n'est qu'un mythe historique. Le nombre de partisans macédoniens de souche tués d'octobre 1941 à octobre 1944 dans des combats directs contre les Bulgares n'est que de plusieurs dizaines. Un cas qui reste un sujet tabou en Macédoine du Nord est révélateur de l'attitude de la population locale envers les Bulgares. En octobre 1944, 25 soldats bulgares capturés par les Allemands parviennent à s'échapper et se cachent dans la ville d'Ohrid. Malgré les menaces que la ville soit sous le feu de l'artillerie allemande, les soldats ne sont pas livrés par les citoyens. Par la suite, les Allemands ont fixé une condition pour une rançon de 12 kg. or. Pour ce faire, même une croix en or a été retirée du toit d'une église locale. Fortement impressionnés par cet acte, les Allemands refusèrent de prendre l'or et de chercher plus loin les fugitifs et quittèrent la ville. Ainsi les soldats ont été sauvés.
D'autre part, la glorification du mouvement partisan yougoslave est devenue l'une des principales composantes de la propagande politique communiste d'après-guerre. Malgré cela, avant l'automne 1944, les partisans macédoniens n'étaient pas une force militaire importante. Leur activité ne différait pas des traditions typiquement balkaniques du Haïdouk comme les embuscades et le manque de planification militaire. Ils étaient mal équipés et n'avaient pas une bonne formation. Les partisans ont reçu plus d'armes après le coup d'État du 9 septembre 1944 alors que les Bulgares se retiraient de la région et qu'une partie de leur équipement militaire tombait entre les mains des partisans. En même temps, ils comptaient à peine ca. 8 000 hommes, basés principalement sur le territoire albanais de l'époque. Il est devenu clair à l'automne 1944, que l'armée bulgare soutenant l'offensive de Belgrade du 3e front ukrainien était la véritable force derrière la conduite du groupe d'armées allemand E, comptant env. 300 000 soldats, du sud de la Serbie, du Kosovo et de la Macédoine. Néanmoins, l'historiographie officielle yougoslave, puis macédonienne, a minimisé son rôle pour des raisons politiques, en fait au prix de tromperies historiques.
Par exemple, selon des sources macédoniennes, les Bulgares n'ont pas participé aux opérations de prise de Skopje à la mi-novembre 1944, même en tant qu'observateurs. Une fois la ville prise par les guérilleros, ils n'ont même pas été autorisés à y entrer. Néanmoins, la ville fut prise non sans le rôle décisif des troupes bulgares,. Selon l'historien militaire allemand Karl Hnilicka, les Bulgares ont développé leur avance vers Skopje en une offensive à grande échelle, ce qui a donné lieu au danger pour le groupe d'armées E d'être coupé. La situation est désespérée et la ville est évacuée d'urgence dans la nuit du 13 au 14 novembre. En conséquence, les 13 et 14 novembre, des parties des première et quatrième armées bulgares entrèrent dans Skopje,,,. Selon le commissaire britannique de la Commission alliée à Sofia — le général Walter Oxley Skopje a été prise après plusieurs attaques bulgares, alors que les partisans attendaient sur les collines alentour, mais ils sont passés à temps pour soutenir l'entrée bulgare dans la ville. Des sources bulgares affirment qu'elles sont d'abord entrées dans la ville, et à savoir que des détachements bulgares se sont également emparés de son centre à minuit.
Par la suite, de nombreux monuments et mémoriaux partisans ont été construits en RS Macédoine. Pendant ce temps, env. 3 000 victimes bulgares enterrées dans différents cimetières en Yougoslavie, ont été rassemblées dans deux ossuaires — à Nis et à Vukovar. Le reste des cimetières militaires, y compris tous ceux de Macédoine du Nord, ont été détruits. Certaines des victimes bulgares ont été renvoyées et enterrées en Bulgarie. En général, 3 422 soldats bulgares sont tués et 2 136 sont portés disparus à l'automne 1944 dans le sud de la Serbie, la Macédoine du Nord et le Kosovo.

### Références modernes

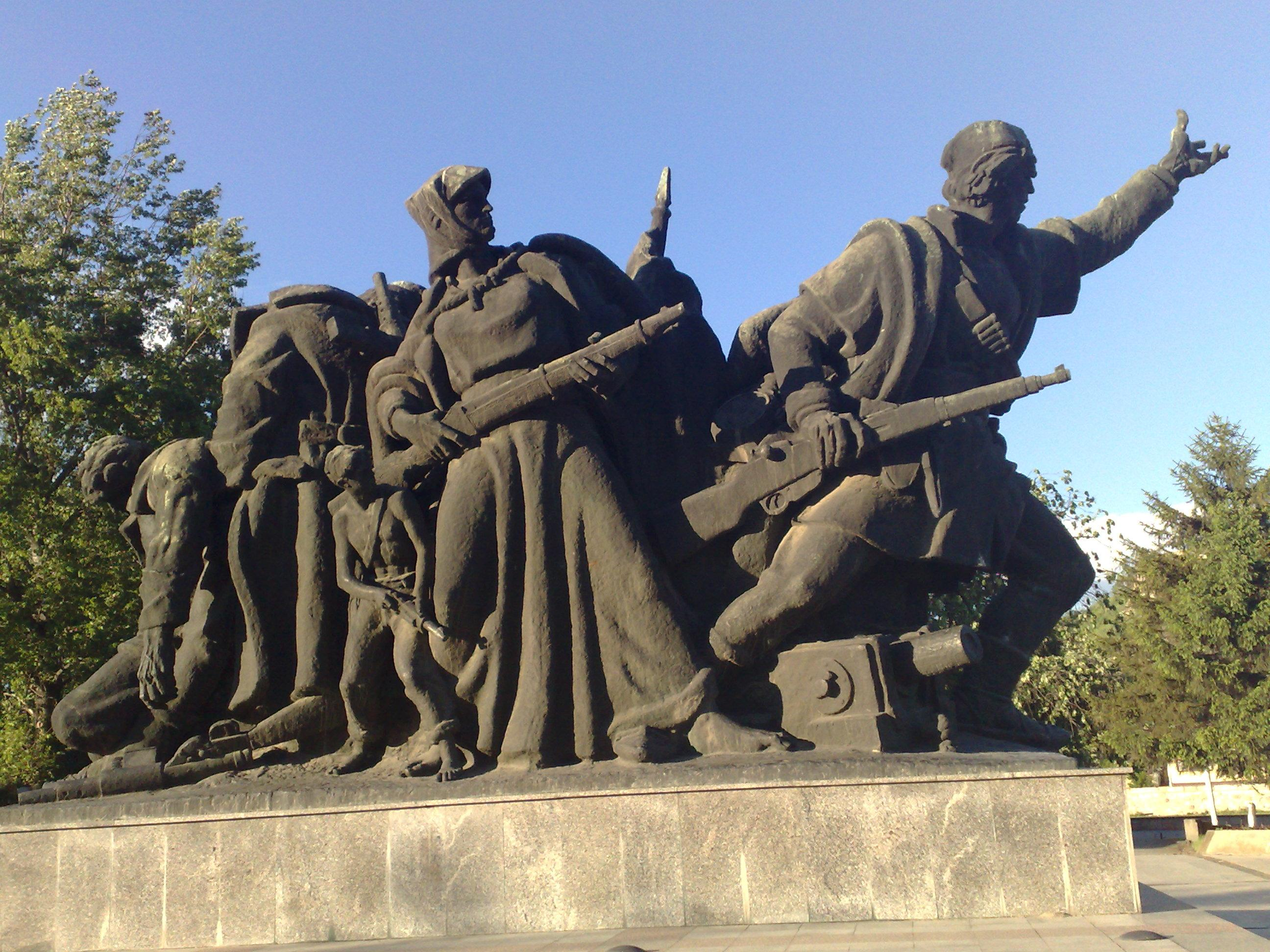
Monument des libérateurs de Skopje, par Ivan Mirkovic, 1955. La sculpture représente un groupe de guérilleros communistes. L'ensemble de la composition a été influencé par les principes du réalisme socialiste rappelant le style de propagande soviétique respectif.